# Niederhadamar
Niederhadamar ist ein Stadtteil der Kleinstadt Hadamar im mittelhessischen Landkreis Limburg-Weilburg. Niederhadamar bildet mit Hadamar (Kernstadt) und Faulbach den „Ortsbezirk Hadamar“. Nach Bevölkerungszahl ist Niederhadamar das größte Siedlungsgebiet der Stadt Hadamar und übertrifft damit die nördlich gelegene Kernstadt.

## Geografische Lage
Niederhadamar geht im Norden unmittelbar in die Kernstadt Hadamar über und grenzt im Süden an die Gemeinde Elz, im Südwesten an den Elzer Ortsteil Malmeneich. Im Süden ist die Kreisstadt Limburg an der Lahn acht Kilometer entfernt. Im Osten grenzt Niederhadamar an die Gemarkungen der Limburger Stadtteile Ahlbach und Offheim, im Nordwesten an den rheinland-pfälzischen Nachbarort Hundsangen.
Östlich fließt der Elbbach von Norden nach Süden an Niederhadamar vorbei. Der Ort liegt nur knapp über dem Niveau des Bachs von rund 120 Metern. Beidseitig des Elbbachs steigt das Gelände sanft an und erreicht an der nordwestlichen Gemarkungsgrenze bei Hundsangen 235 Meter, im Südosten an der Grenze zu Offheim knapp 190 Meter. Der nordwestliche Gemarkungsteil ist von einem großen Waldgebiet bedeckt, die übrige Fläche wird fast ausschließlich landwirtschaftlich genutzt, wobei der Elbbach von einem breiten Auwiesengürtel umschlossen ist. Nördlich des Orts liegt ein größerer Fischteich.
In seiner Grundstruktur ist Niederhadamar ein Straßendorf an der Mainzer Landstraße, auf der Verkehr zwischen Köln, Siegen, Frankfurt und Mainz floss. Bereits im Mittelalter kam es zu einer sternförmigen Ausweitung des Straßennetzes im Ortskern. In der zweiten Hälfte des 20. und im frühen 21. Jahrhundert dehnte sich der Ort durch mehrere Neubaugebiete vor allem nach Norden und Westen aus.

## Geschichte

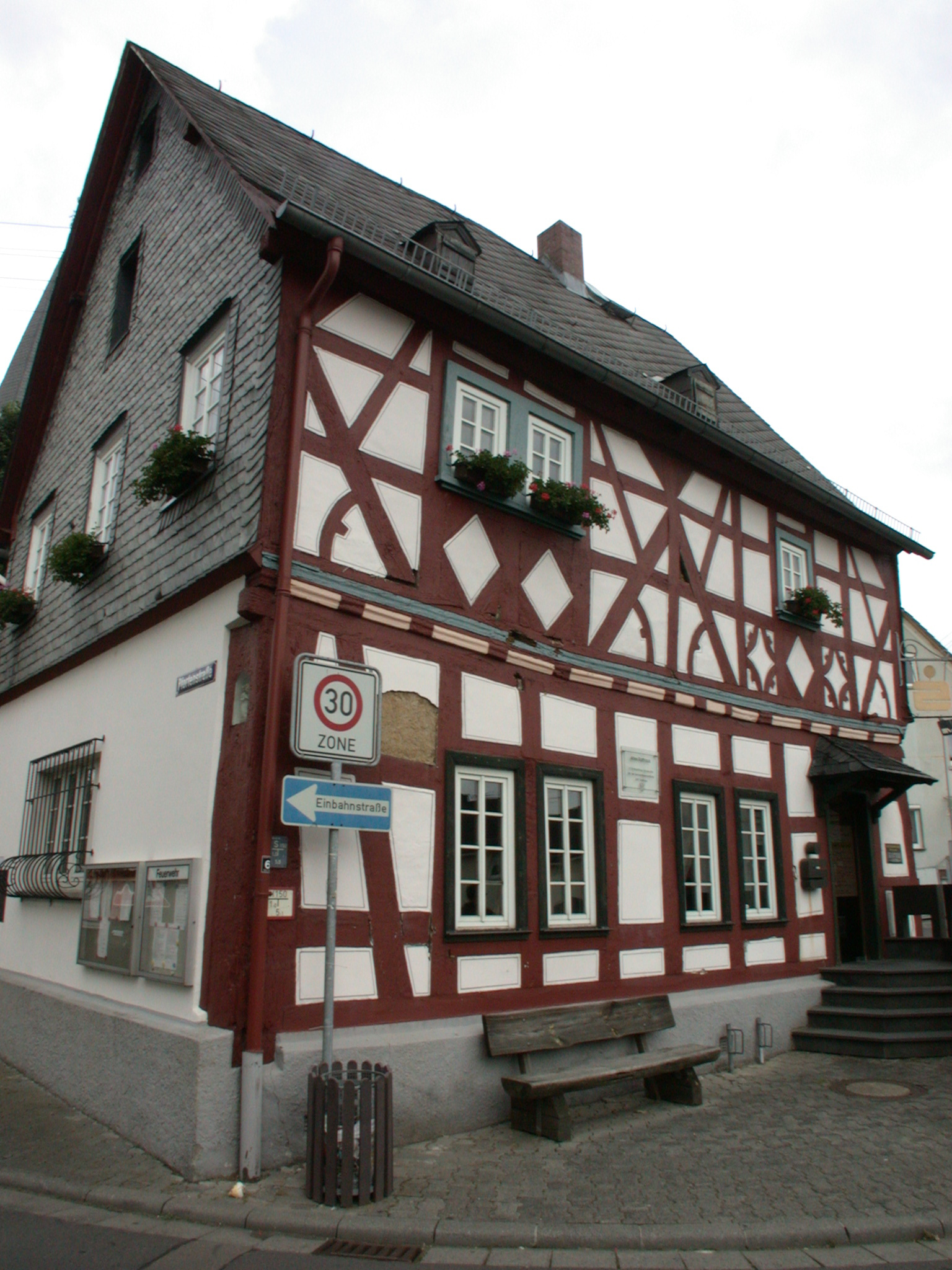
Das ehemalige Rathaus von Niederhadamar

### Ortsgeschichte
Vermutlich seit 1000 vor Christus ist das heutige Niederhadamar ständig besiedelt. Damit ist es deutlich älter als die heutige Kernstadt und die Nennung von „hatimero marca“ aus einer Königsurkunde von 832 bezieht sich wahrscheinlich auf Niederhadamar. Die Bezeichnung „Niederhadamar“ zur Unterscheidung von der als „Ober-“ oder „Mönchhadamar“ bezeichneten Kernstadt setzte sich ab 1190 durch. Vom 14. bis zum 16. Jahrhundert war der Ort Sitz der Dehrner Cent. Eine Linde vor dem Kirchhof ist aus dem Jahr 1336 als Hochgerichtsstätte verbürgt. Der mittelalterliche Ort war durch mehrere Grundherrenhöfe geprägt, von denen heute nur noch Gebäude des Erbacher Klosters und des Deutschherrenhofs vorhanden sind.
Am 1. April 1939 wurde Niederhadamar gemeinsam mit Faulbach nach Hadamar eingemeindet.
Ehemalige Glasschleiferei
Dieses um das Jahr 2000 abgerissene Gebäude wurde als Folge des Lastenausgleichsgesetzes mit Bundesmitteln im Jahr 1953 errichtet. Das Betriebsgebäude sollte den zahlreichen in Hadamar angesiedelten Heimatvertriebenen aus der böhmischen Glasindustrie beim wirtschaftlichen Fußfassen in der neuen Heimat helfen. Büro- und Wohnhaus lagen an der Hauptstraße, von der Straße abgewandt grenzten Schleiferei und Malerei-Anbau an. Ein Lagerhaus wurde durch einen Werkhof von diesem Gebäudekomplex getrennt. Die nur wenig geneigten Satteldächer und Segmentbögen griffen die Architektur der 1920er und 1930er Jahre auf. Einige dieser Elemente wurden in der Nachbarschaft erneut aufgegriffen, so dass die Glasschleiferei für die nähere Umgebung als prägend gelten konnte. Ehemalige Adresse: Mainzer Landstraße 21.

### Verwaltungsgeschichte im Überblick
Die folgende Liste zeigt die Staaten und Verwaltungseinheiten, denen Niederhadamar angehört(e):
- Früh- und Hochmittelalter: Ostfrankenreich, Niederlahngau
- vor 1711: Heiliges Römisches Reich, Fürstentum Nassau-Hadamar, Amt Hadamar
- 1717–1743: Heiliges Römisches Reich, Fürstentum Nassau-Dillenburg, Amt Hadamar
- 1743–1806: Heiliges Römisches Reich, Grafen von Nassau-Diez als Teil des Fürstentums Nassau-Oranien, Amt Hadamar
- 1806–1813: Großherzogtum Berg,[Anm. 2] Département Sieg, Arrondissement Dillenburg, Kanton Hadamar
- 1813–1815: Fürstentum Nassau-Oranien, Amt Hadamar
- ab 1816: Herzogtum Nassau,[Anm. 3] Amt Hadamar
- ab 1849: Herzogtum Nassau, Kreisamt Hadamar[Anm. 4]
- ab 1854: Herzogtum Nassau, Amt Hadamar
- ab 1867: Norddeutscher Bund[Anm. 5], Königreich Preußen,[Anm. 6] Provinz Hessen-Nassau, Regierungsbezirk Wiesbaden, Oberlahnkreis[Anm. 7]
- ab 1871: Deutsches Reich, Königreich Preußen, Provinz Hessen-Nassau, Regierungsbezirk Wiesbaden, Oberlahnkreis
- ab 1886: Deutsches Reich, Königreich Preußen, Provinz Hessen-Nassau, Regierungsbezirk Wiesbaden, Kreis Limburg
- ab 1918: Deutsches Reich (Weimarer Republik), Freistaat Preußen, Provinz Hessen-Nassau, Regierungsbezirk Wiesbaden, Kreis Limburg
- ab 1939: Deutsches Reich, Freistaat Preußen, Provinz Hessen-Nassau, Regierungsbezirk Wiesbaden, Kreis Limburg, Stadt Hadamar[Anm. 8]

### Einwohnerentwicklung
Belegte Einwohnerzahlen bis 1925 sind:
| Niederhadamar: Einwohnerzahlen von 1834 bis 1925 | Niederhadamar: Einwohnerzahlen von 1834 bis 1925 | Niederhadamar: Einwohnerzahlen von 1834 bis 1925 | Niederhadamar: Einwohnerzahlen von 1834 bis 1925 | Niederhadamar: Einwohnerzahlen von 1834 bis 1925 |
| --- | ------------------------------------------------ | ------------------------------------------------ | ------------------------------------------------ | ------------------------------------------------ |
| Jahr |                                                  |                                                  |                                                  | Einwohner                                        |
| 1834 | 1834                                             |                                                  | 932                                              | 932                                              |
| 1840 | 1840                                             |                                                  | 1.039                                            | 1.039                                            |
| 1846 | 1846                                             |                                                  | 1.125                                            | 1.125                                            |
| 1852 | 1852                                             |                                                  | 1.123                                            | 1.123                                            |
| 1858 | 1858                                             |                                                  | 1.138                                            | 1.138                                            |
| 1864 | 1864                                             |                                                  | 1.170                                            | 1.170                                            |
| 1871 | 1871                                             |                                                  | 1.172                                            | 1.172                                            |
| 1875 | 1875                                             |                                                  | 1.196                                            | 1.196                                            |
| 1885 | 1885                                             |                                                  | 1.092                                            | 1.092                                            |
| 1895 | 1895                                             |                                                  | 1.096                                            | 1.096                                            |
| 1905 | 1905                                             |                                                  | 1.113                                            | 1.113                                            |
| 1910 | 1910                                             |                                                  | 1.194                                            | 1.194                                            |
| 1925 | 1925                                             |                                                  | 1.385                                            | 1.385                                            |
| Datenquelle: Historisches Gemeindeverzeichnis für Hessen: Die Bevölkerung der Gemeinden 1834 bis 1967. Wiesbaden: Hessisches Statistisches Landesamt, 1968. Weitere Quellen: – |                                                  |                                                  |                                                  |                                                  |

## Kultur und Sehenswürdigkeiten
In der Region wird Niederhadamar als „Mannebach“ bezeichnet. Die Benennung bezieht sich auf die mundartliche Bezeichnung „Manne“ für Körbe und die früher dort im Heimgewerbe betriebene Korbflechterei.

### Vereine
Auf Ortsebene bestehen die Damengymnastikgruppe Niederhadamar, die am 16. März 1902 gegründete Freiwillige Feuerwehr (einschließlich Jugendfeuerwehr, gegründet am 1. März 1973 und Kinderfeuerwehr, gegründet am 28. Oktober 2017), ein Karnevalverein, eine Katholische Frauengemeinschaft, der katholische Kirchenchor „Cäcilia Harmonie“ 1854 gegründet, ein Obst- und Gartenbauverein, der Quartettverein, der Schützenclub Diana 1967, der Sportclub Rot-Weiß 1920, der Tischtennisclub 1970, der Verein der Freunde und Förderer der Glasfachschule und ein Verschönerungsverein. Auch eine Dienststelle des Malteser Hilfsdienstes e. V. ist am Niederhadamarer Sportplatz beheimatet.

### Bauwerke
Die Straße von Niederhadamar nach Offheim führt über die St. Wendelinbrücke am Ortsrand, im Jahr 1367 erstmals erwähnt, eine der ältesten Steinbrücken in Hessen. Unmittelbar neben der Brücke steht die um 1900 erbaute Kapelle St. Wendelin.
Neben diesen Einzeldenkmälern steht der alte Ortskern nordöstlich der Kirche (Ostzeile Pfortenstraße, Nordzeile Mainzer Landstraße, Gesamtanlage Sackgasse) unter Denkmalschutz, da es sich um einen weitgehend geschlossenen Bestand von Wohnhäusern aus dem 18. und 19. Jahrhundert handelt.

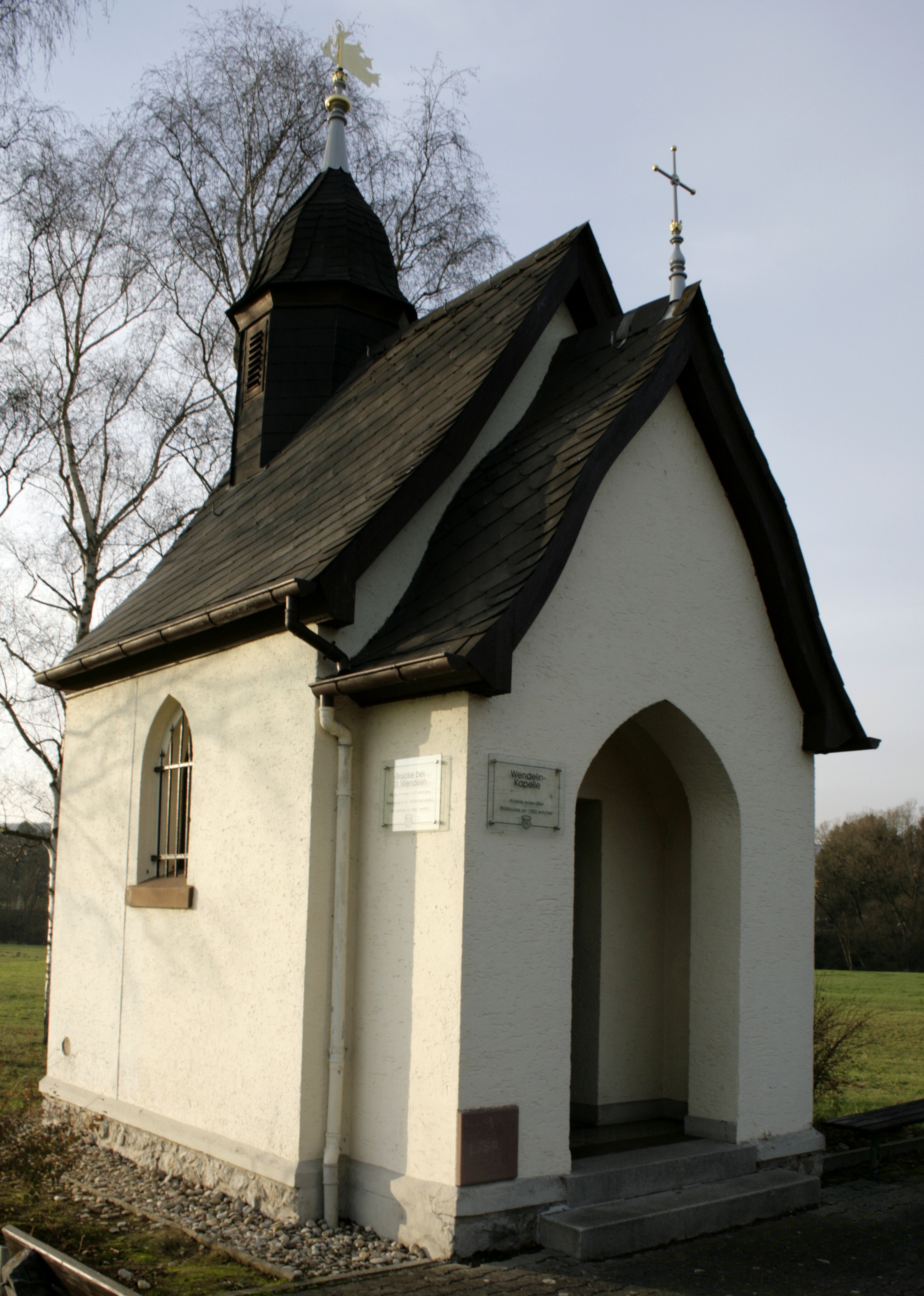
Kapelle St. Wendelin
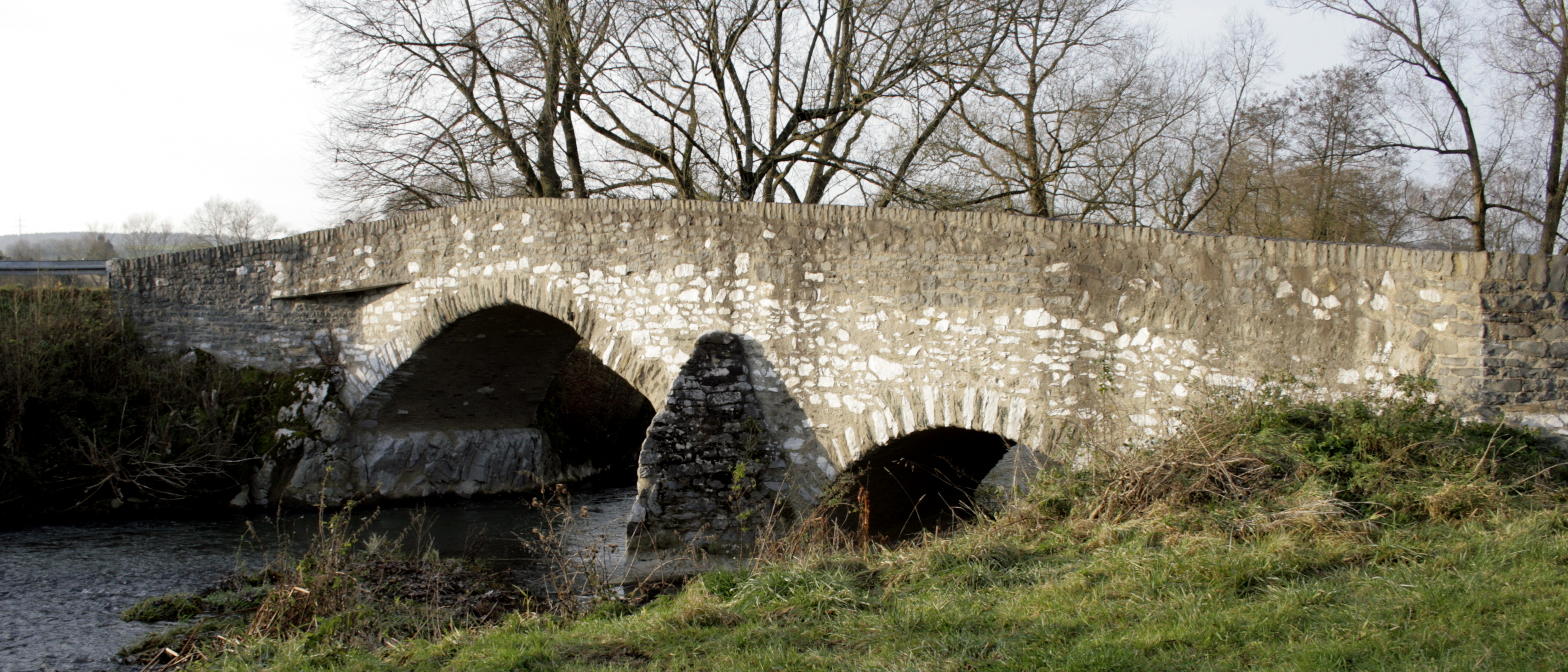
St. Wendelinbrücke, stromab aus Richtung Offheim gesehen
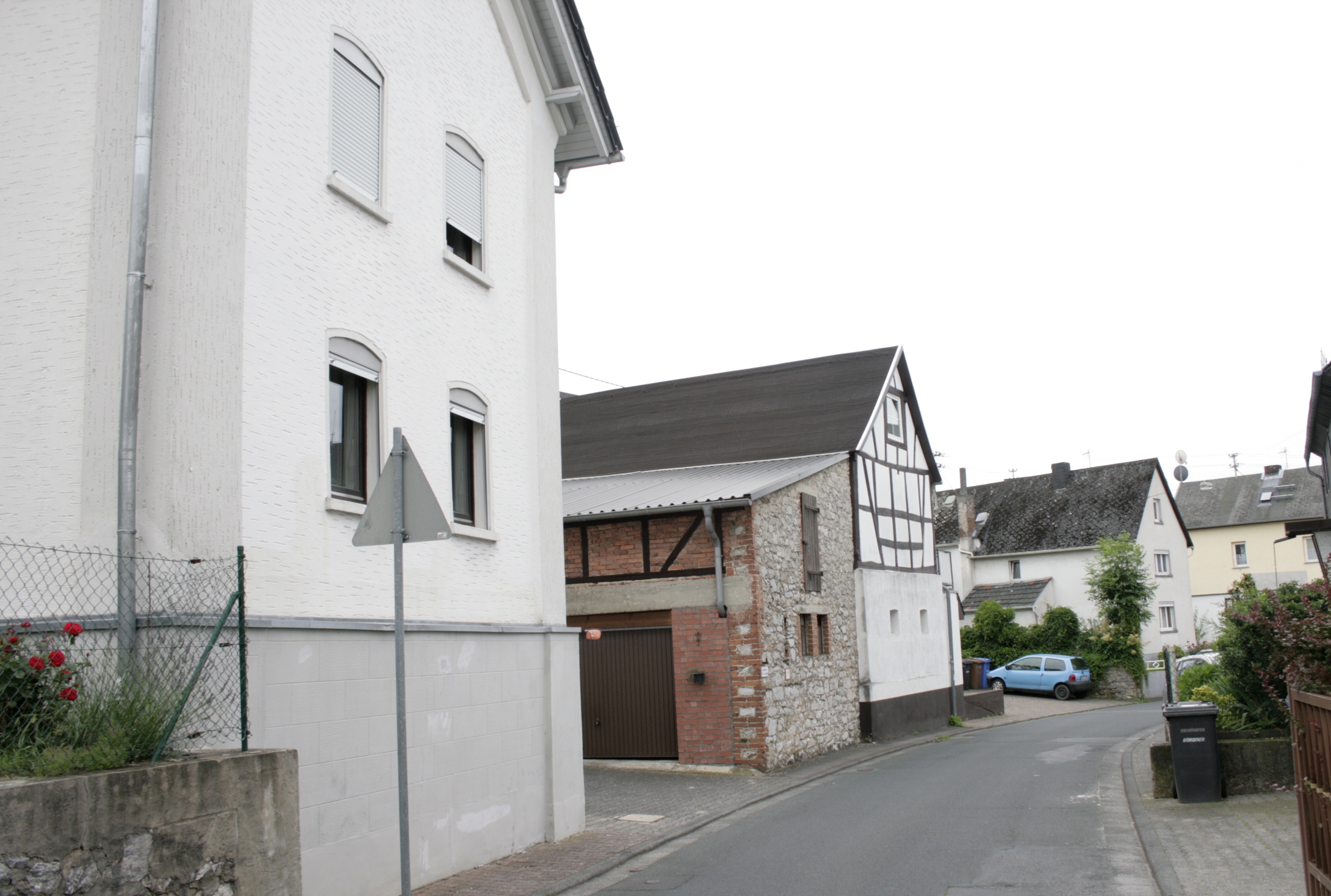
Ausschnitt aus der Ostzeile der Pfortenstraße

#### Kirche St. Peter in Ketten
Für die Pfarrkirche St. Peter in Ketten lässt sich ein Baubeginn des Kirchturms um das Jahr 1130 nachweisen. Von 1885 bis 1887 wurde das Kirchenschiff neu errichtet. Ursprünglich handelte es sich bei der Kirche um eine Filiale der Urpfarrei Dietkirchen. Ab 1470 ist eine selbstständige Pfarrei Niederhadamar nachweisbar.
Der viereckige Turm als ältestes Teil der Niederhadamarer Pfarrkirche fällt durch seine gedrungene, massive Bauweise und durch ein kleines Dreiblattfenster im gotischen Stil auf. Er dokumentiert den Wehrkirchen-Charakter des alten Kirchenbaus. Der Steinsockel trägt ein verschiefertes Obergeschoss in Fachwerk-Ausführung. In Nordostrichtung schließt sich daran das neugotische Langhaus an, das 1886 einen kleineren Vorgängerbau ersetzte. Der Innenraum weist sehr schmale Seitenschiffe auf. Das Langhaus wird von einem Kreuzrippengewölbe überspannt, der Chor von einem Baldachingewölbe.

Pfarrkirche St. Peter in Ketten
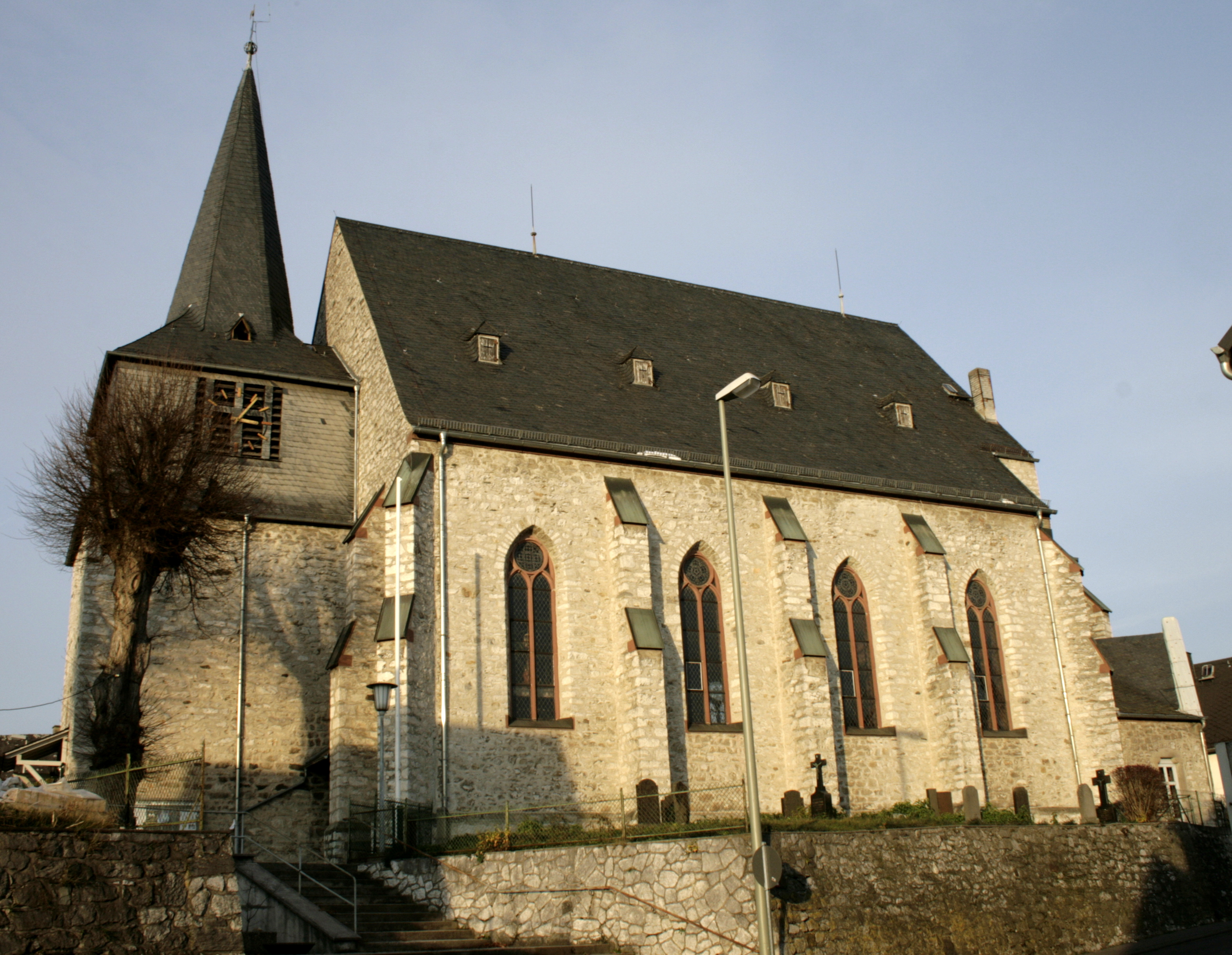
Außenansicht, Südseite
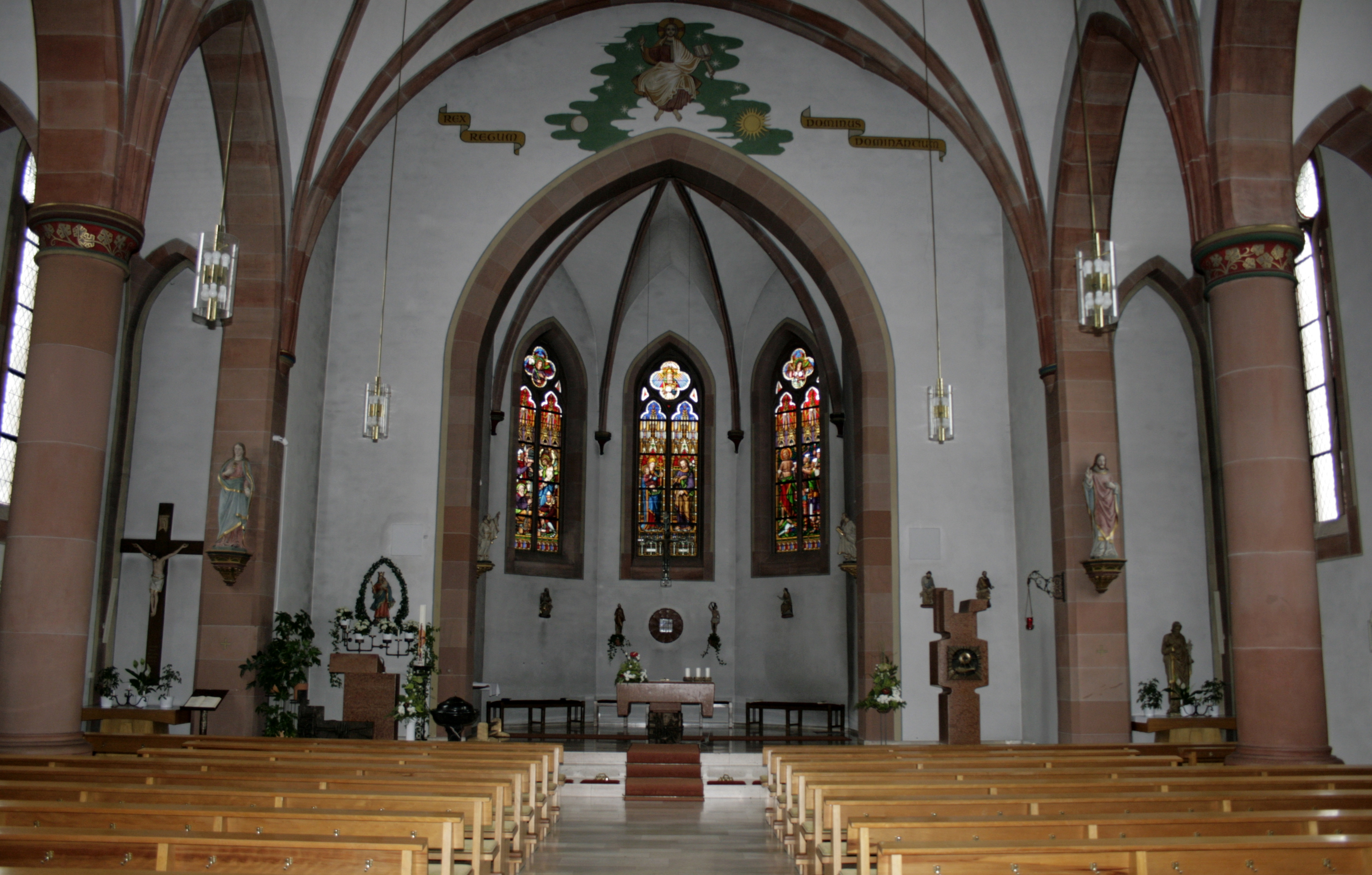
Altarraum
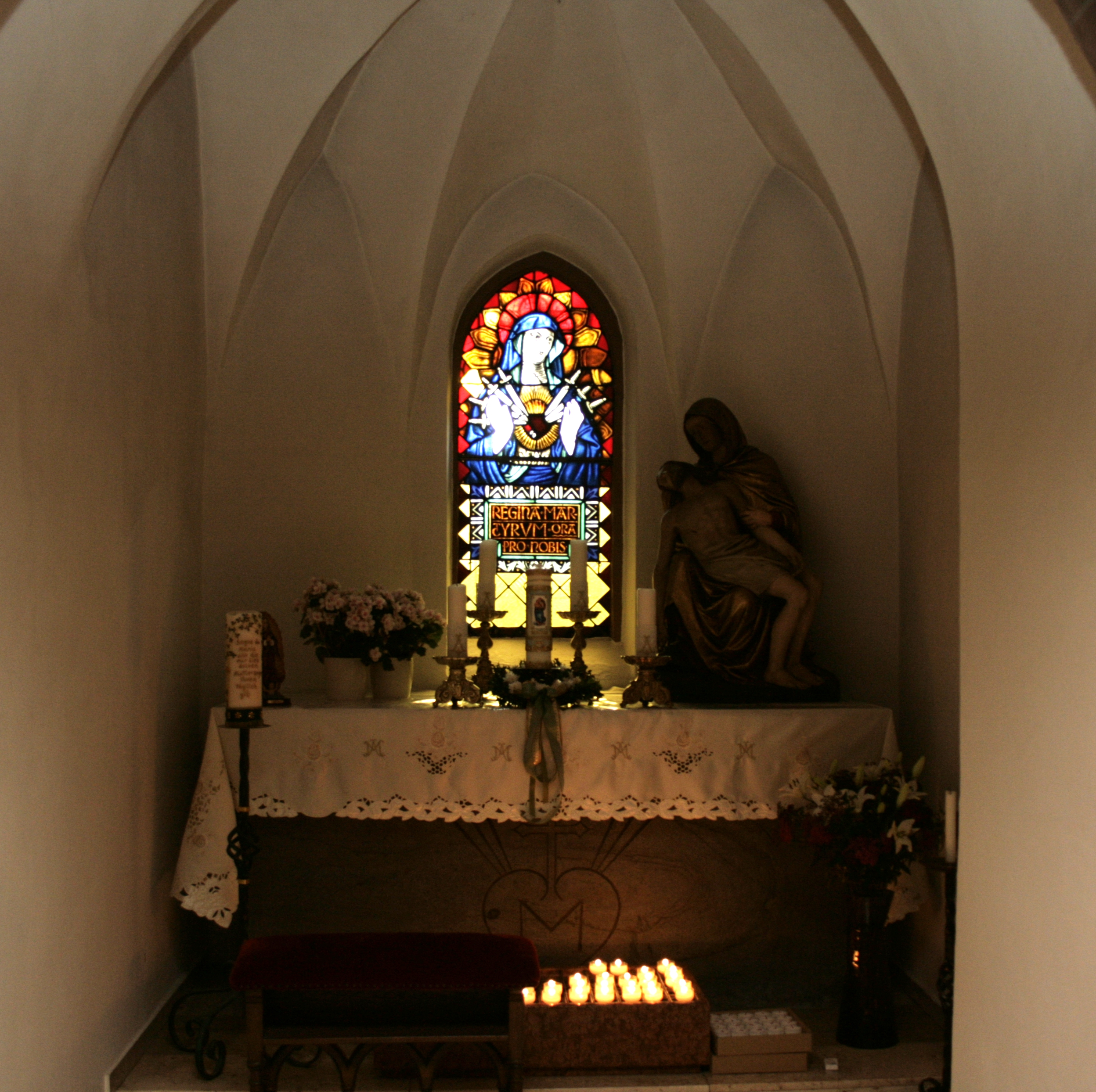
Marien-Seitenaltar
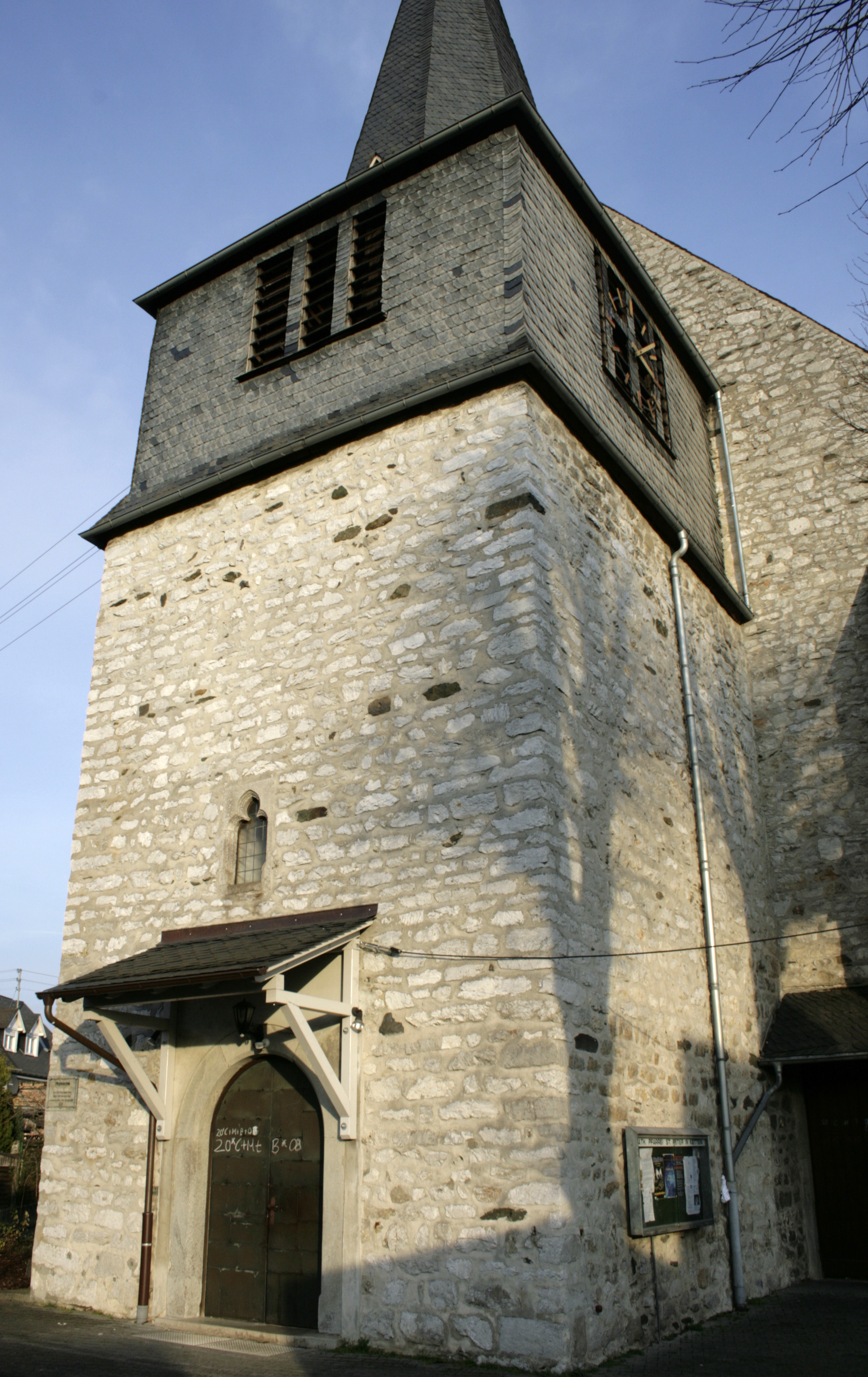
Basis des Kirchturms

#### Altes Rathaus

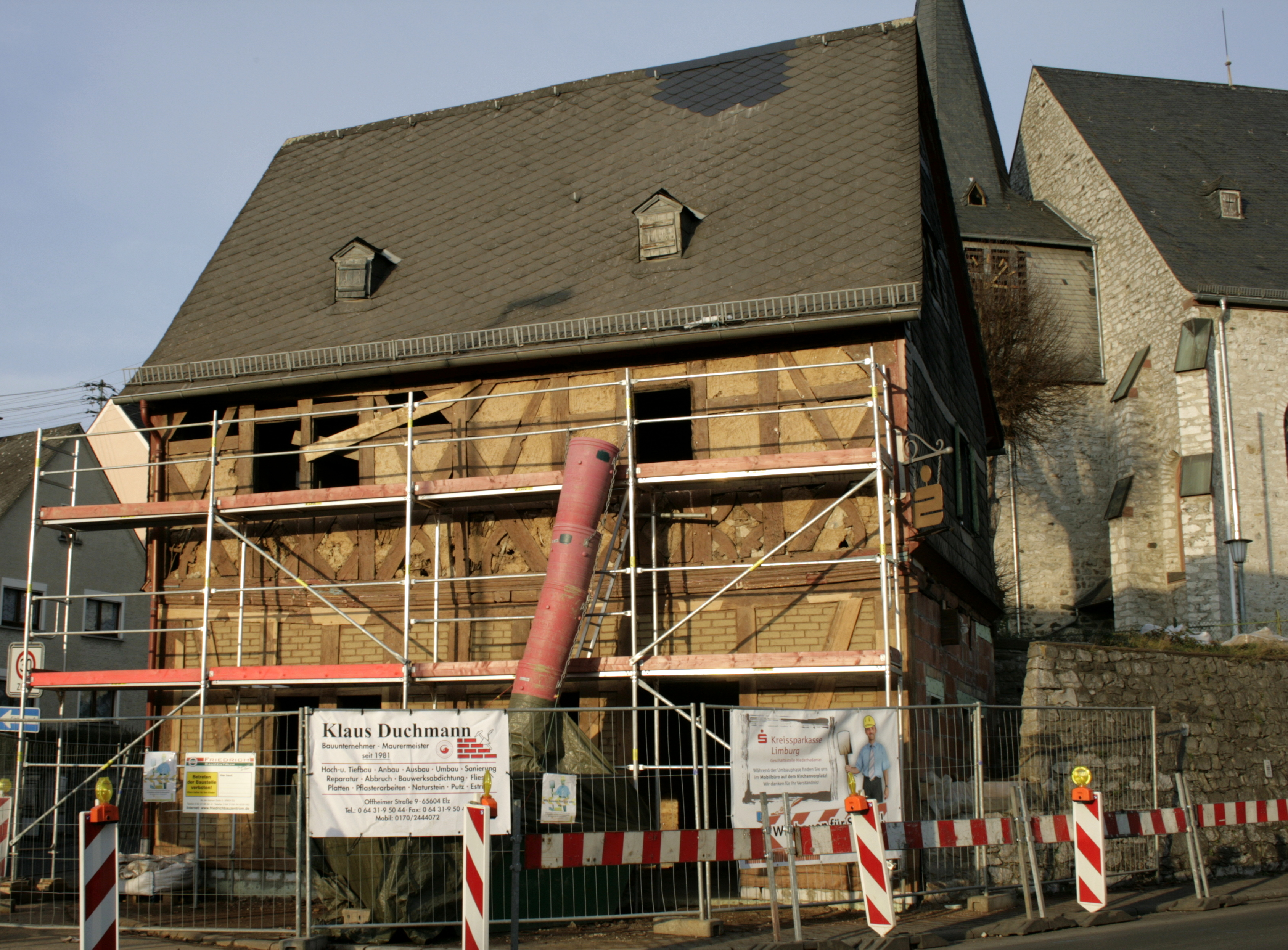
Das ehemalige Rathaus während der Sanierung 2008

Das markanteste profane Gebäude im Ort ist das alte Rathaus, genauer das Gemeindehaus, da es zur Zeit der Errichtung 1718 keinen Rat als Entscheidungsgremium der Gemeinde gab. Das Fachwerkgebäude schließt sich unmittelbar an den Sockel an, auf dem die Kirche errichtet wurde. Die Eingangsseite führte auf den alten Dorfplatz, der heute jedoch von Straßen durchschnitten ist. Das Gemeindehaus beherbergte im Erdgeschoss eine kleine Arrestzelle, den Gemeindebackofen und einen Amtsraum für den Gemeindevorsteher. Der erste Stock ist vom Platz vor dem Kircheneingang ebenerdig zu betreten und nahm früher die Dorfschule auf.
Die Fachwerkkonstruktion ist für die Region eher untypisch schlicht und geradlinig. Lediglich die Gefache über der Brüstung werden durch wechselnde Kreisstreben, Rauten und Rautenplatten geschmückt.
Heute beherbergt das Rathaus im Erdgeschoss eine Filiale der Kreissparkasse Limburg und im ersten Stock die katholische öffentliche Bücherei. 2008 und 2009 wurde das Fachwerkgebäude umfassend saniert.

#### Glasfachschule

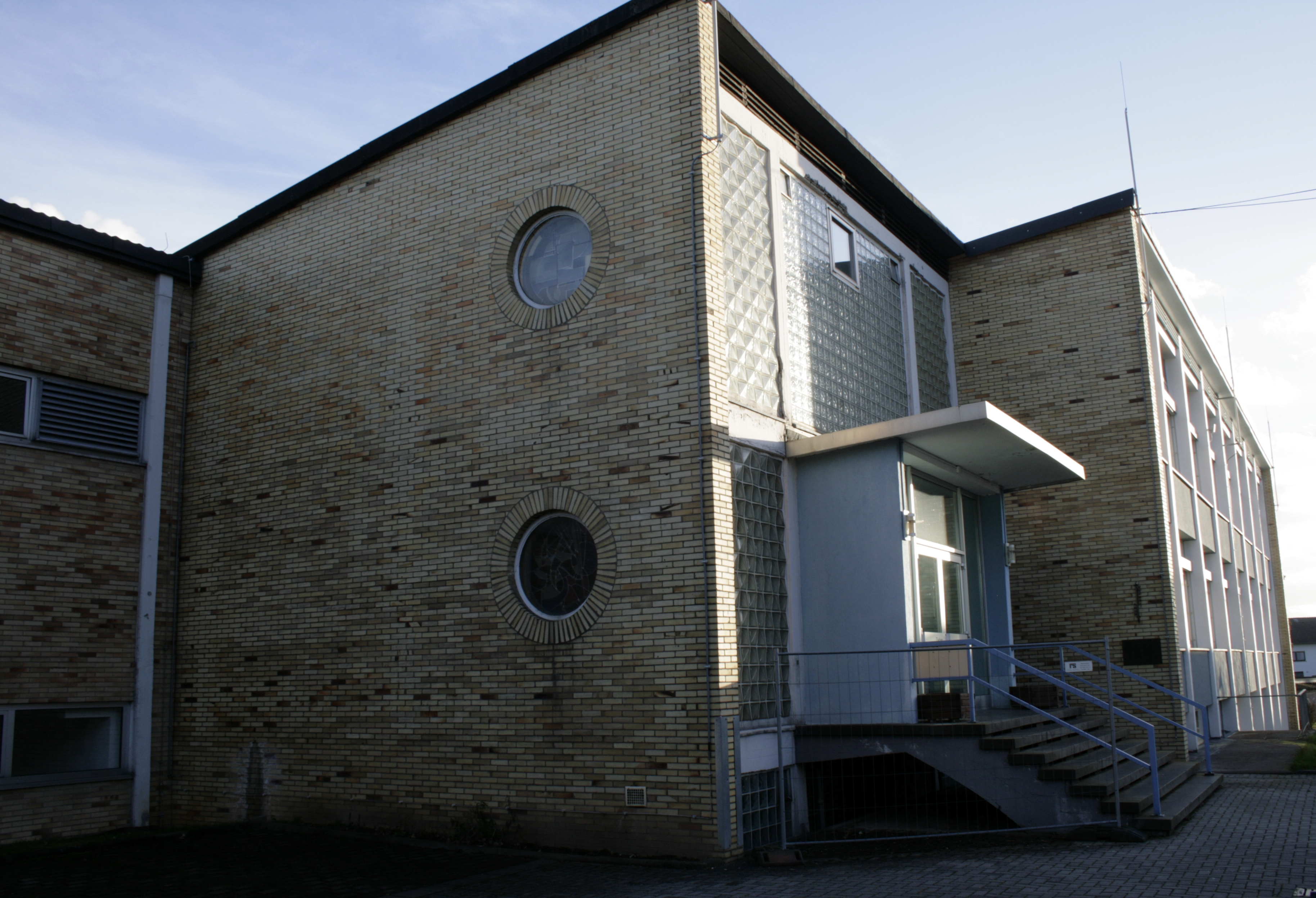
Portal am Altbau der Glasfachschule

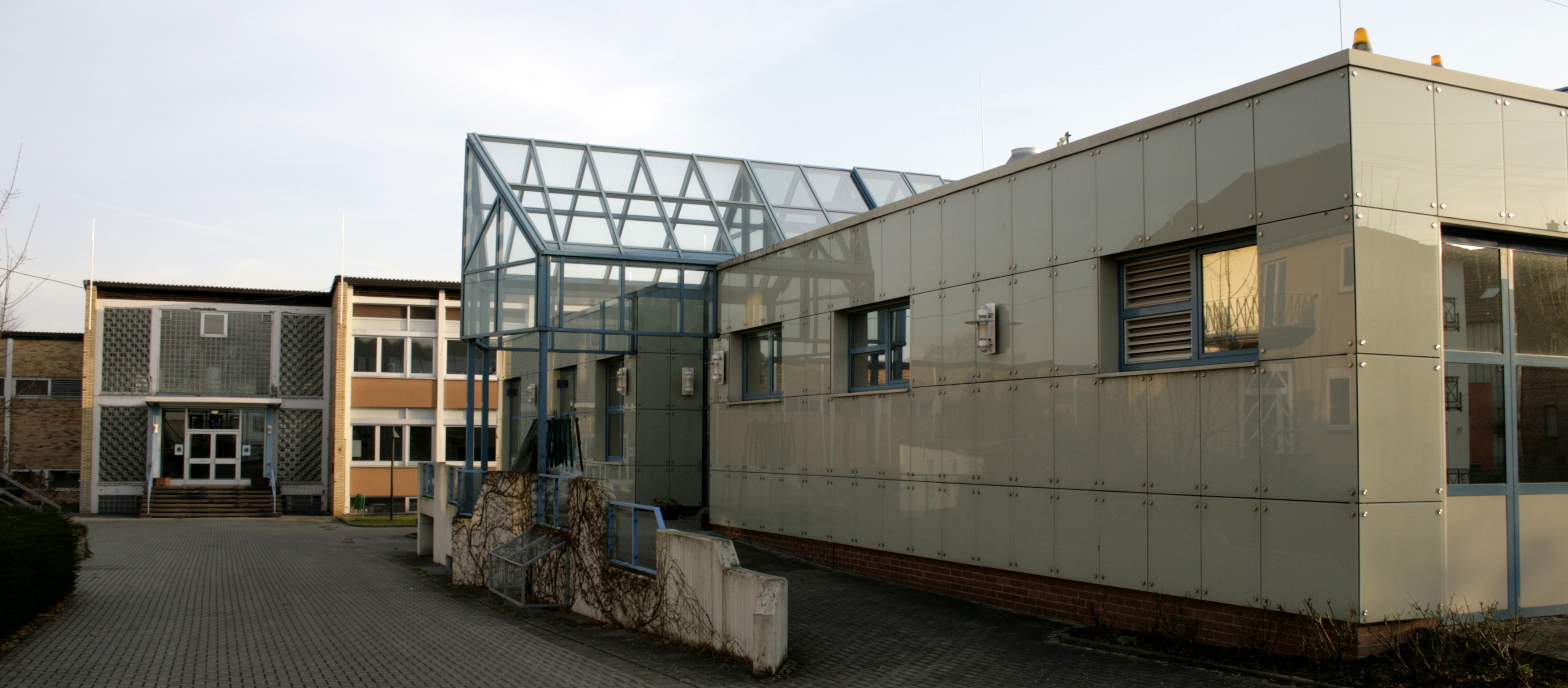
Glasfachschule, Neubau im Vorder-, Altbau im Hintergrund

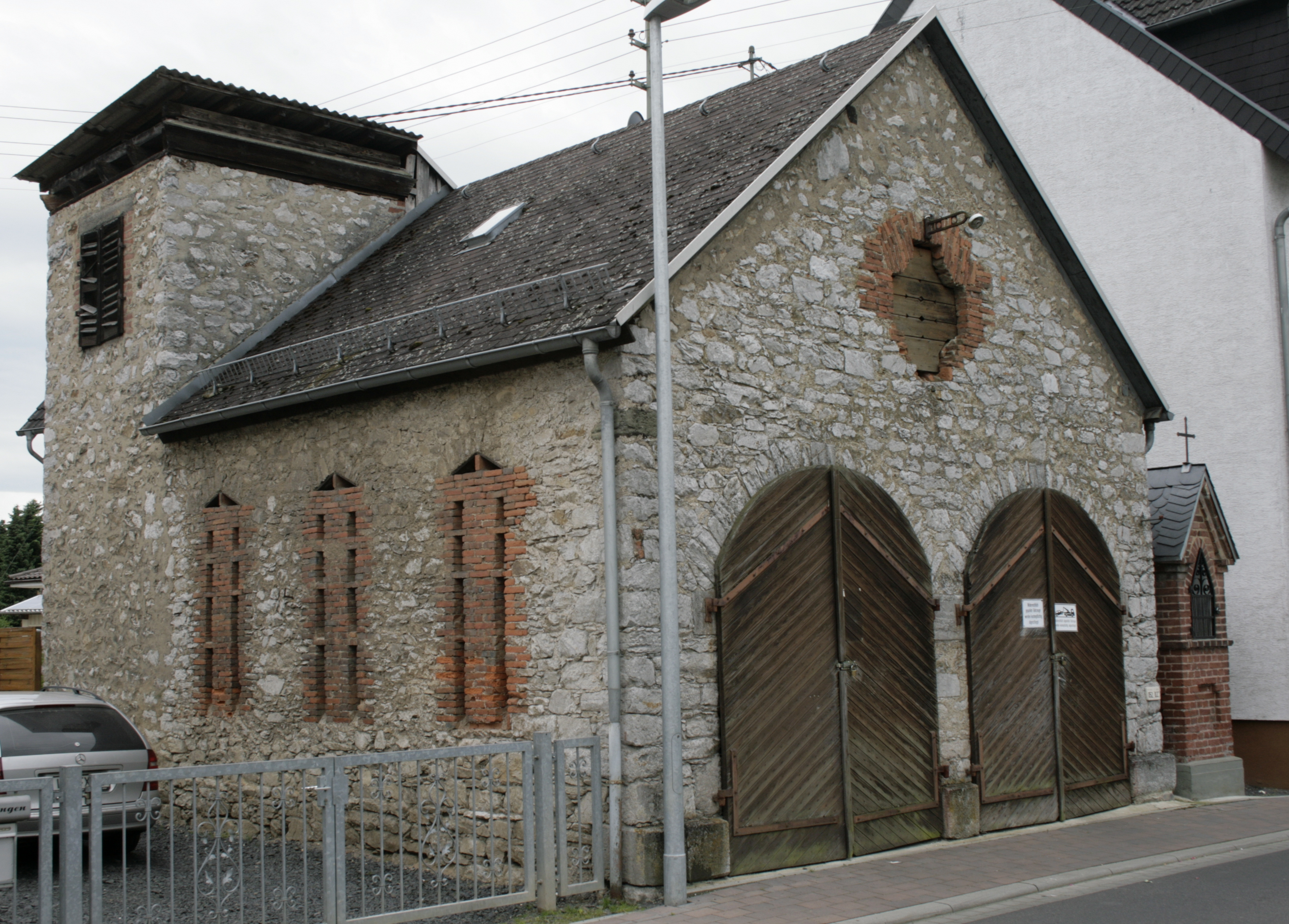
Ehemaliges Spritzenhaus

Das 1957 fertiggestellte Gebäude der Glasfachschule ist der jüngste denkmalgeschützte Bau in Niederhadamar. Der Stahlbeton-Skelettbau ist mit einer gelblichen Klinkerfassade sowie an der Front des Eingangstrakts mit einer zum Teil farbigen Wand aus Glasbausteinen geschmückt. Flach- und Schrägdächer überdecken verschiedene Trakte der Anlage. Innen stechen die gegenschwingende Freitreppe im Eingangsgebäude, der grüne Marmorboden sowie im Baukörper integrierte Vitrinen hervor. Adresse: An der Glasfachschule 4.

#### Ehemaliges Spritzenhaus
Das Spritzenhaus wurde 1846 errichtet und ist bis heute in einem äußerlich wenig veränderten Zustand, was es zu einer Seltenheit in der Region macht. Das Mauerwerk besteht aus unregelmäßigem Kalkstein, zeigt aber in mehreren Elementen klaren Gestaltungswillen: im geschickten Mauerverbund, den Bogentüren sowie der Wänderung und Füllung der Lüftungsfenster mit Backsteinen. Das ursprüngliche Dach des Schlauchturms ist nicht mehr vorhanden und durch eine Notkonstruktion ersetzt. Das Gebäude befindet sich heute in Privatbesitz und wird als Lagerraum genutzt. Adresse: Dorfbachstraße 30.

#### Mainzer Landstraße 13
Der 1953 im zeitgemäßen Stil errichtete und mehrfach erweiterte Bau war Sitz des frühen Franchise-Betriebs der Coca-Cola Company Heidermann mit Produktionsstätte. Die auffällige Verkachelung der Straßenfassade und der heute nicht mehr vorhandene Coca-Cola-Schriftzug über dem Eingang dienten als Werbeträger. Heute beherbergt das Gebäude unter anderem eine Rechtsanwaltskanzlei, weitere Büroräume und ein Ladenlokal in einem Teil des Erdgeschosses. Auch das umliegende Areal gehörte zur Firma Heidermann. Seit den 1990er Jahren wurde es zum Gewerbegebiet umgewandelt, das hauptsächlich Supermärkte und weitere Einzelhandelsunternehmen beherbergt.

#### Mainzer Landstraße 83
Dieses Wohnhaus einer ehemaligen Hofreite trägt noch eine Wandverkleidung aus weißen und grauen Schieferplättchen, die früher in Niederhadamar häufig vorkam, ansonsten in der Region nur in Einzelfällen. Weiteres besonderes Merkmal ist die klare Strebung der Giebelseite.

#### Mainzer Landstraße 85
Besonders augenfällig ist die aufwändig gestaltete Giebelseite dieses Fachwerkhauses aus der Mitte des 18. Jahrhunderts. Das Gebälk zeigt Feuerböcke und S-Streben. Das Erdgeschoss war schon zur Bauzeit massiv errichtet worden, wie es für diese späte Form der Fachwerkarchitektur üblich ist. Zusammen mit einer erst später errichteten, quer dahinter liegenden Bruchsteinscheune bildet das Haus eine Hofreite.

#### Mainzer Landstraße 84/86
Das Doppelhaus mit Walmdach ist ein typisches barockes Fachwerkhaus von großem Format. Ob es sich tatsächlich um ein ehemaliges Gärtnerhaus des Hadamarer Schlosses handelt, das 1798 an diesen neuen Standort versetzt wurde, lässt sich nicht mehr mit Sicherheit nachweisen, wird aber überliefert. Die Lage am ehemaligen Ortseingang der Mainzer Landstraße lässt dem Bau eine besondere Bedeutung zukommen.

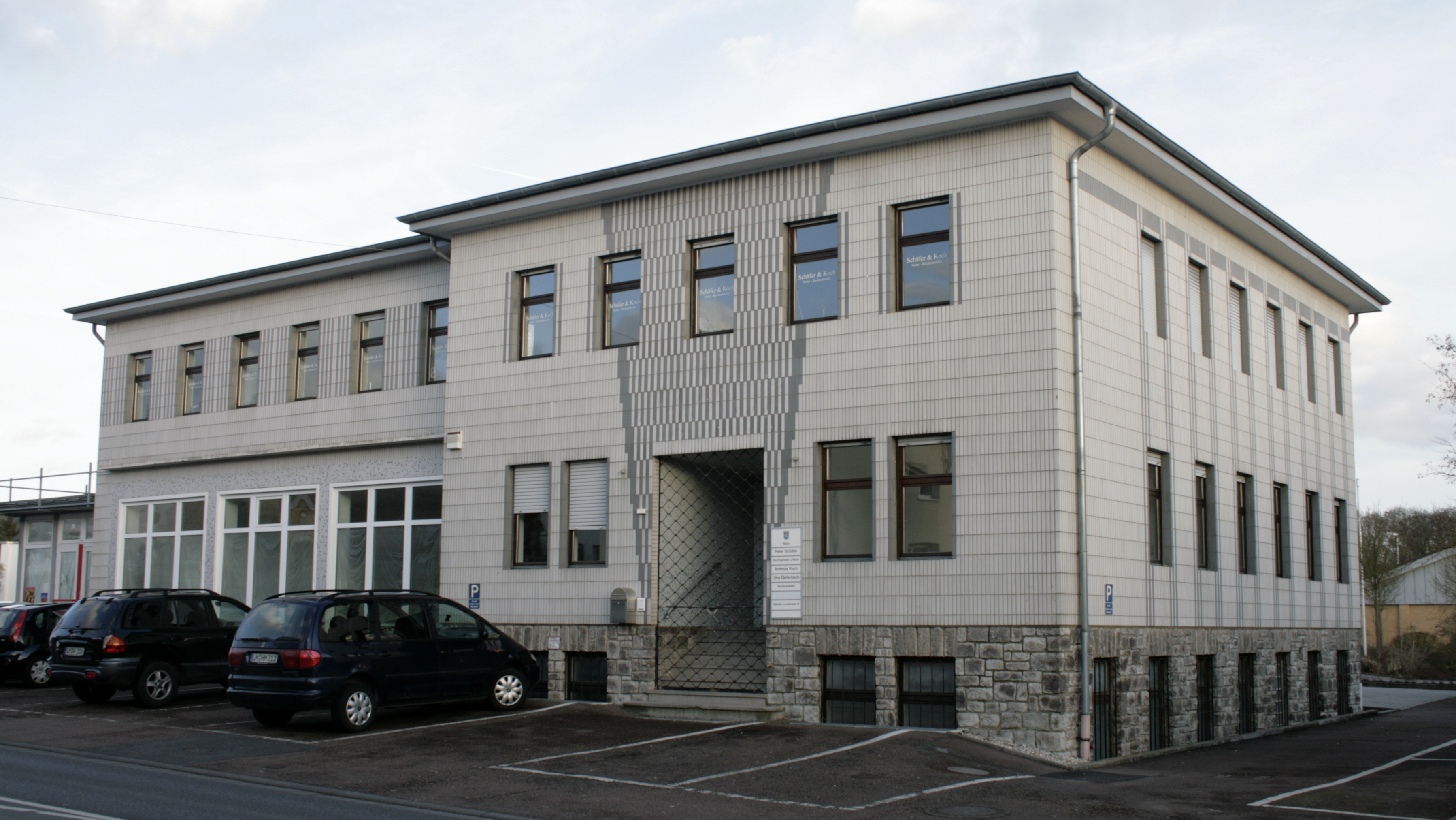
Heidermann-Haus
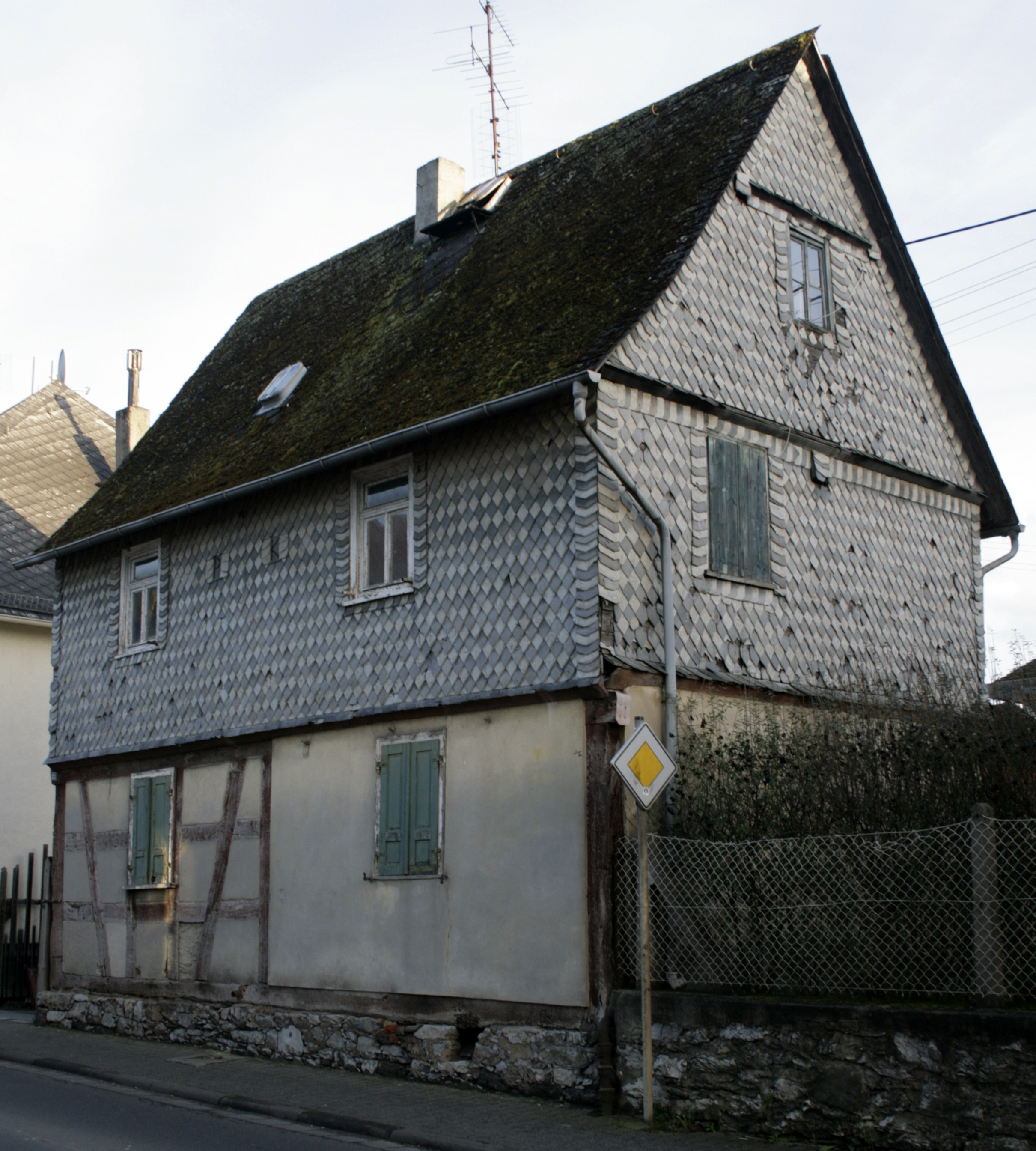
Haus Mainzer Landstraße 83
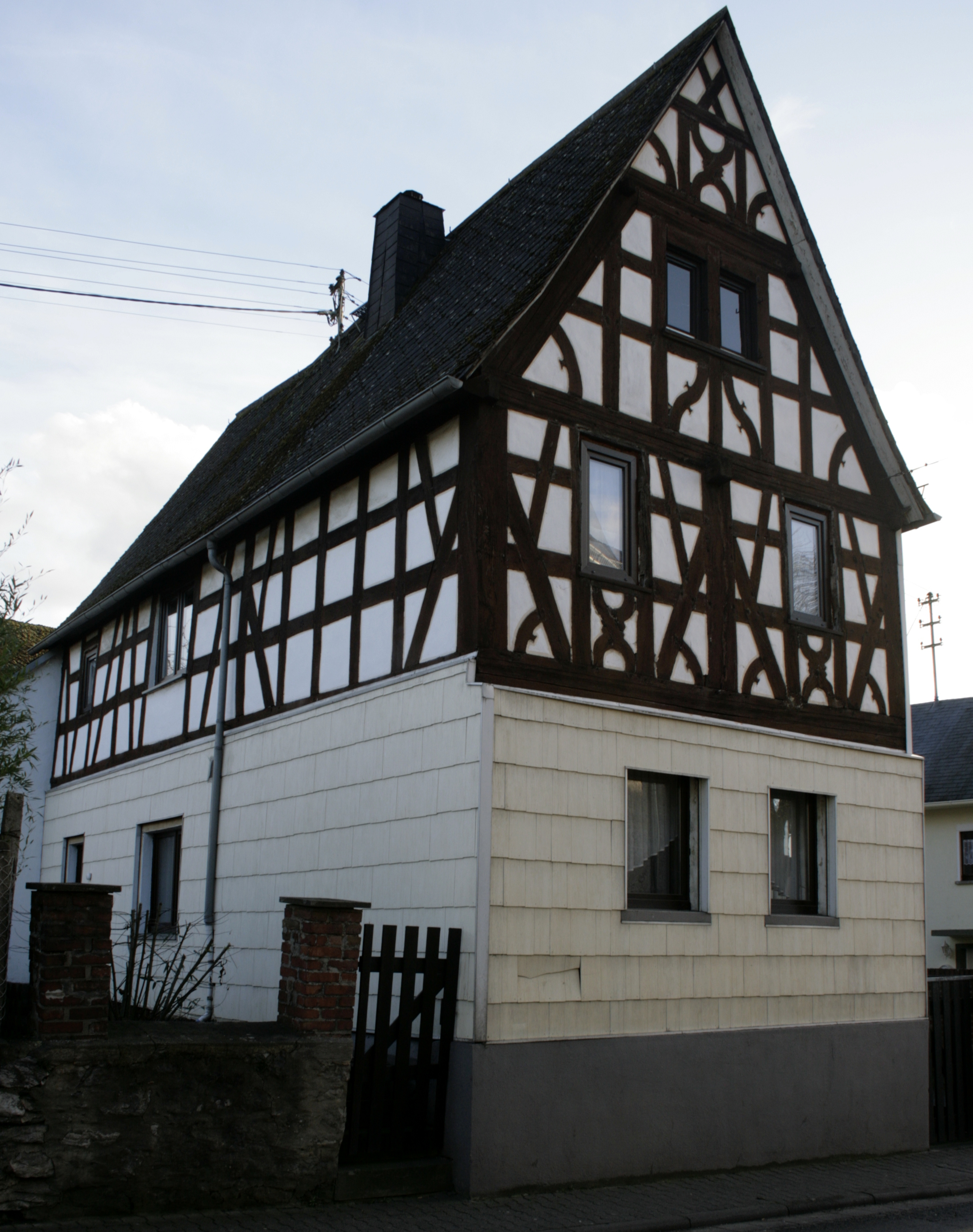
Haus Mainzer Landstraße 85
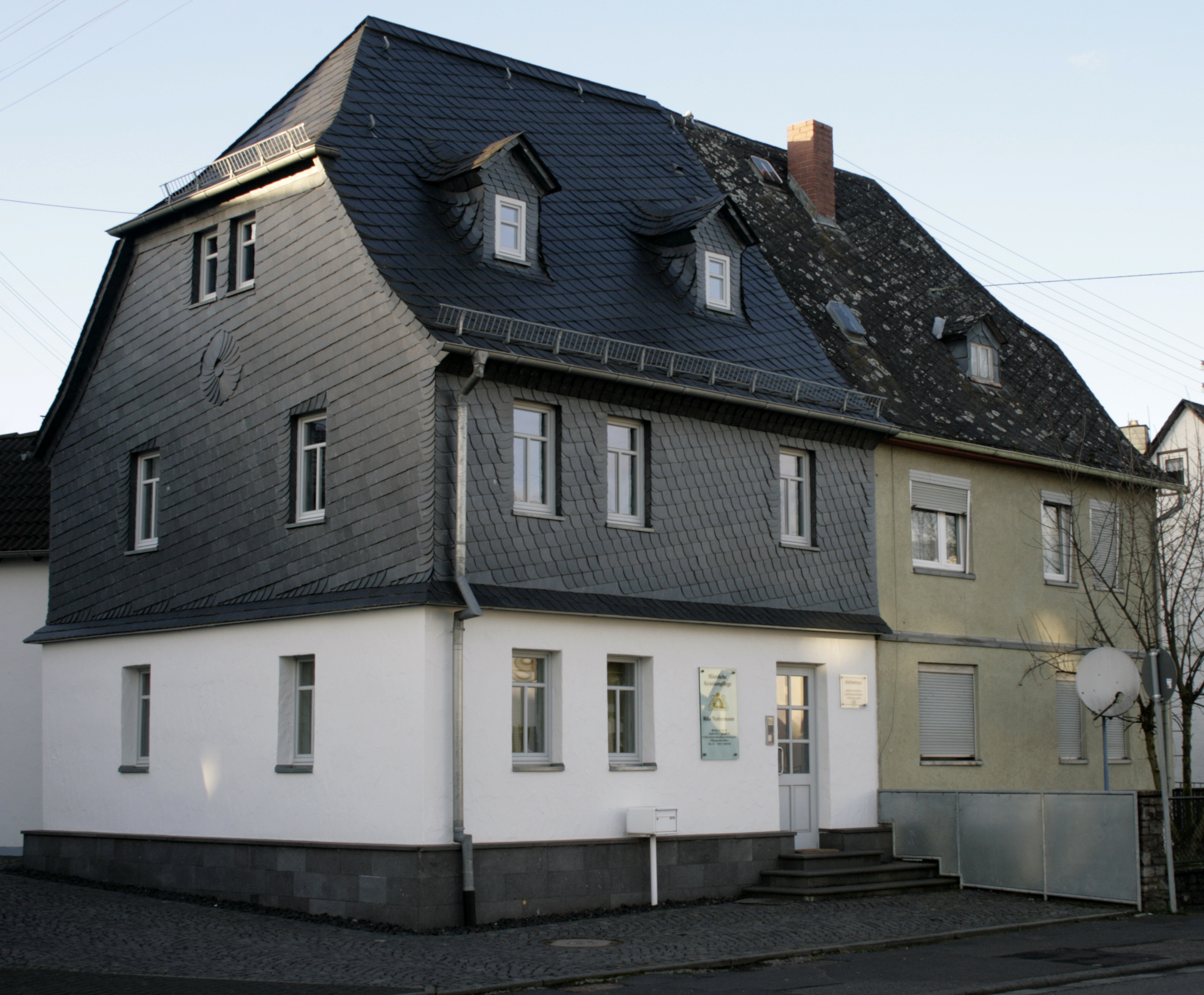
Mainzer Landstraße 84/86

#### Dorfbachstraße 11
Dieser Fachwerkbau des 17. Jahrhunderts ist besonders durch seine sehr gleichmäßig gestaltete Balkenstruktur mit quadratischen Gefachen und Feuerböcken an der Hauptfassade bedeutsam. Diese Gebäudeseite war dem nicht mehr erhaltenen reifenbergischen Hofgut zugewandt. Offenbar wurde der Bau später mit einem zusätzlichen Drempel versehen. Der angebaute ehemalige Stall dürfte in etwa aus der Entstehungszeit des Haupthauses stammen.

#### „Vier Linden“
Dieser großformatige Dreiseitenhof wurde im späten 19. Jahrhundert an der Durchgangsstraße als Einheit aus Hofgut mit Gaststätte und großem Tanzsaal angelegt. Das Haupthaus, ein verschieferter Fachwerkbau, zeigt eine spätklassizistische Fassade. Die von der Straße abgewandte Scheune besteht aus hoch entwickeltem Bruchsteinmauerwerk mit einer Fassade aus Haustein. Der große, quadratisch angelegte Tanzsaal ist dagegen ein Klinkerbau mit einer von großen Fensterbögen durchbrochenen Fassade und vorgesetzten Strebepfeilern. Zur wertvollen Innenausstattung gehört die Zugankerdecke des Saalbaus, der heute in mehrere kleine Einheiten unterteilt ist. Adresse: Mainzer Landstraße 57/59.

#### Reisstraße 4/6
Bei diesem Gebäude handelt es sich um das Wohnhaus des einstigen „Erbacher Hofs“, das vermutlich aus dem 17. Jahrhundert stammt. Der Fachwerkbau fällt durch seinen massiven oberirdischen Keller und seine deutlichen Geschossüberstände auf. Die sehr kleinen Fenster deuten darauf hin, dass die ursprüngliche Fachwerkstruktur unter dem Putz erhalten ist. Die Treppe auf der Ostseite hat sich ebenfalls aus einer frühen Bauphase erhalten. Der straßenabgewandte Anbau stammt aus dem 18. Jahrhundert.

#### Steinstraße 8
Das einfache Bundständer-Fachwerkprofil dieses zweizonigen Wohnhauses deutet auf eine Entstehung im 18. Jahrhundert hin, während der hohe, turmähnliche Baukörper eher für das 19. Jahrhundert typisch ist.

#### Struthweg 1/3
Dieses Wohnhaus ist der Rest eines Hofes des Deutschen Ordens, der in Niederhadamar wohl bereits im Mittelalter existierte. Noch sichtbare Balkenköpfe lassen das Fachwerk erahnen. Das Haus mit seinen einheitlichen Proportionen und dem deutlichen Geschossüberstand stammt Überlieferungen zufolge aus dem Jahr 1614 und wurde erst später in zwei Hälften geteilt.

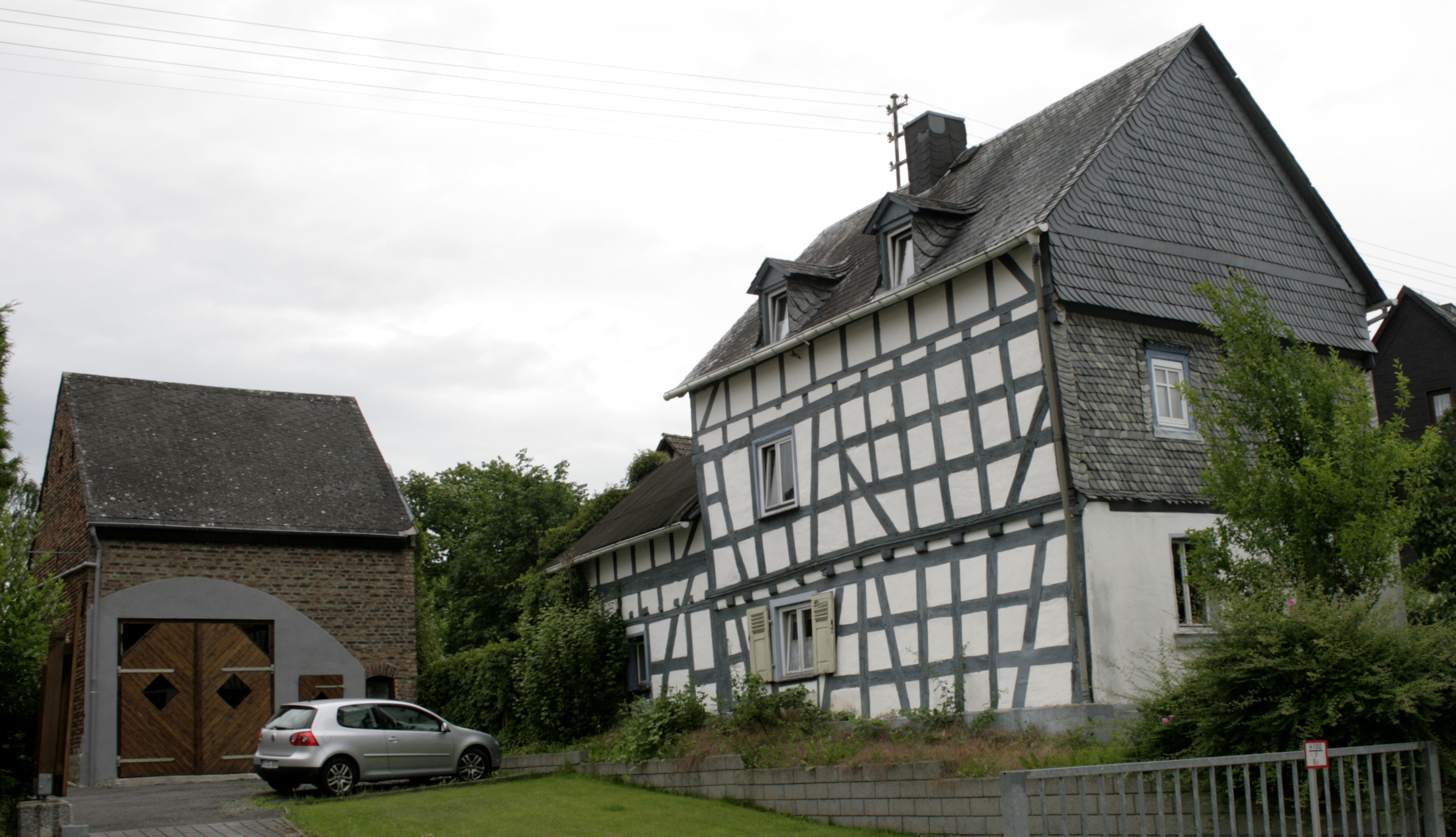
Haus Dorfbachstraße 11, Nordwestfassade
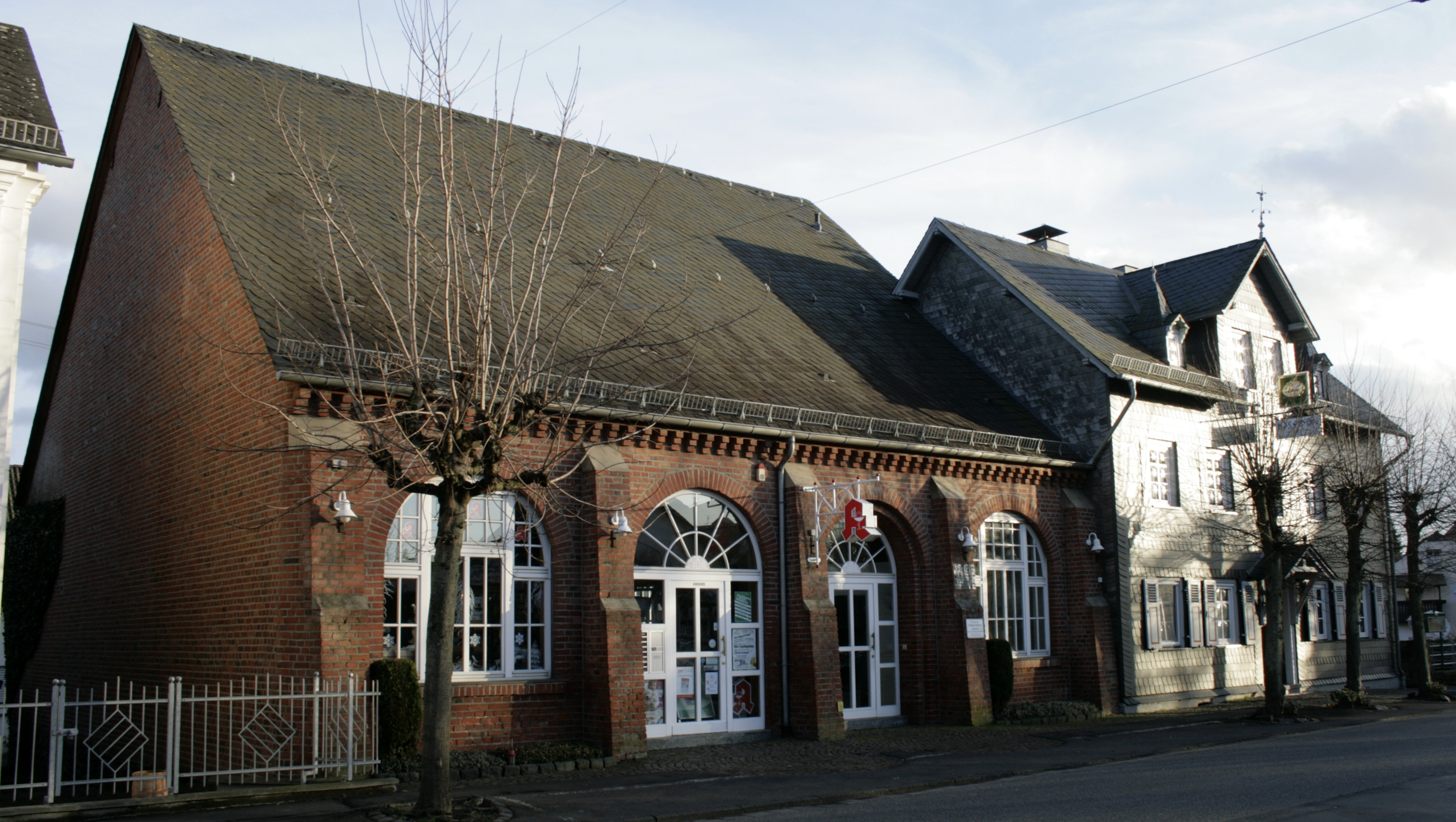
„Vier Linden“ mit ehemaligem Saalbau im Vordergrund
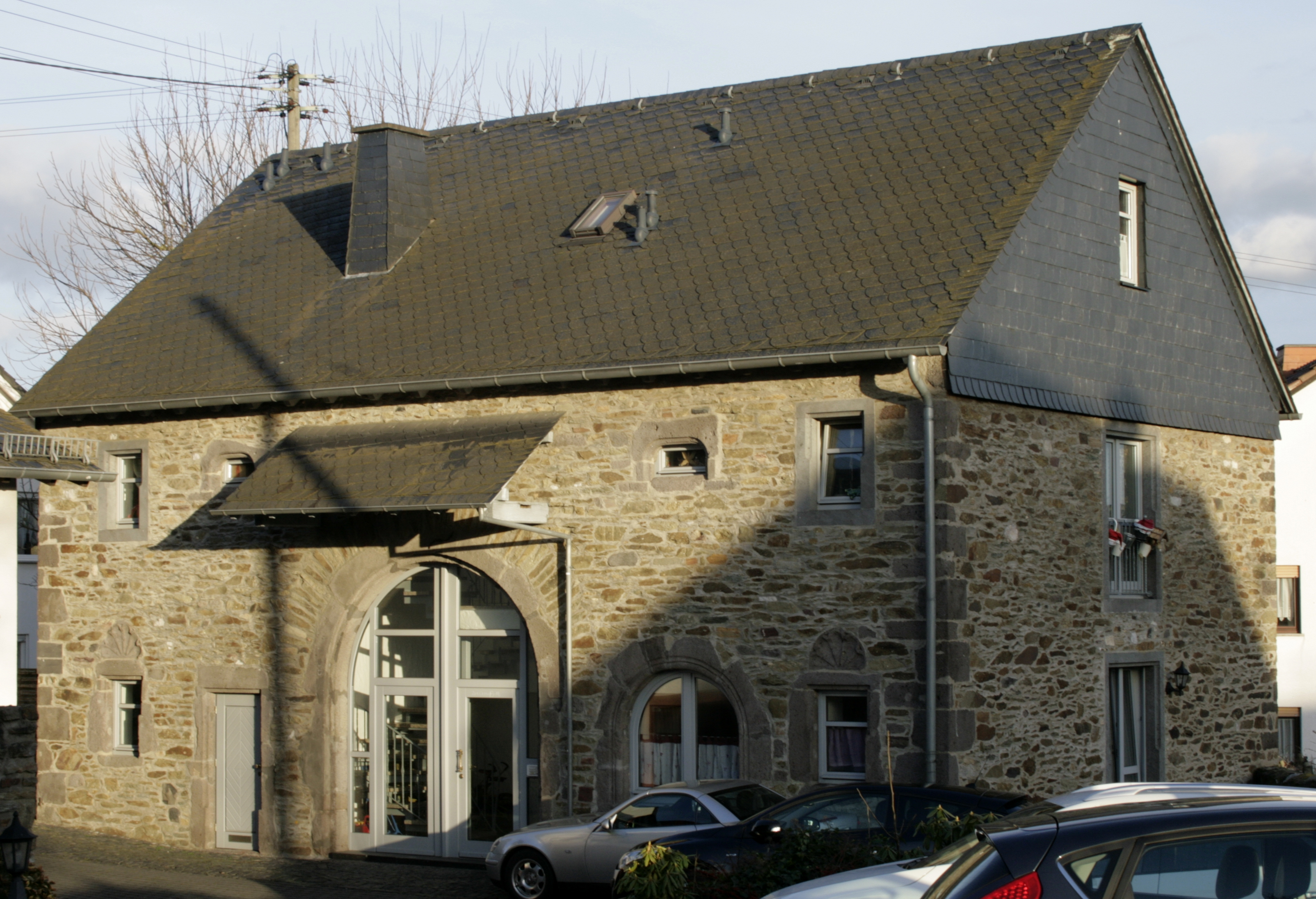
Ehemalige Scheune des Gasthauses „Vier Linden“
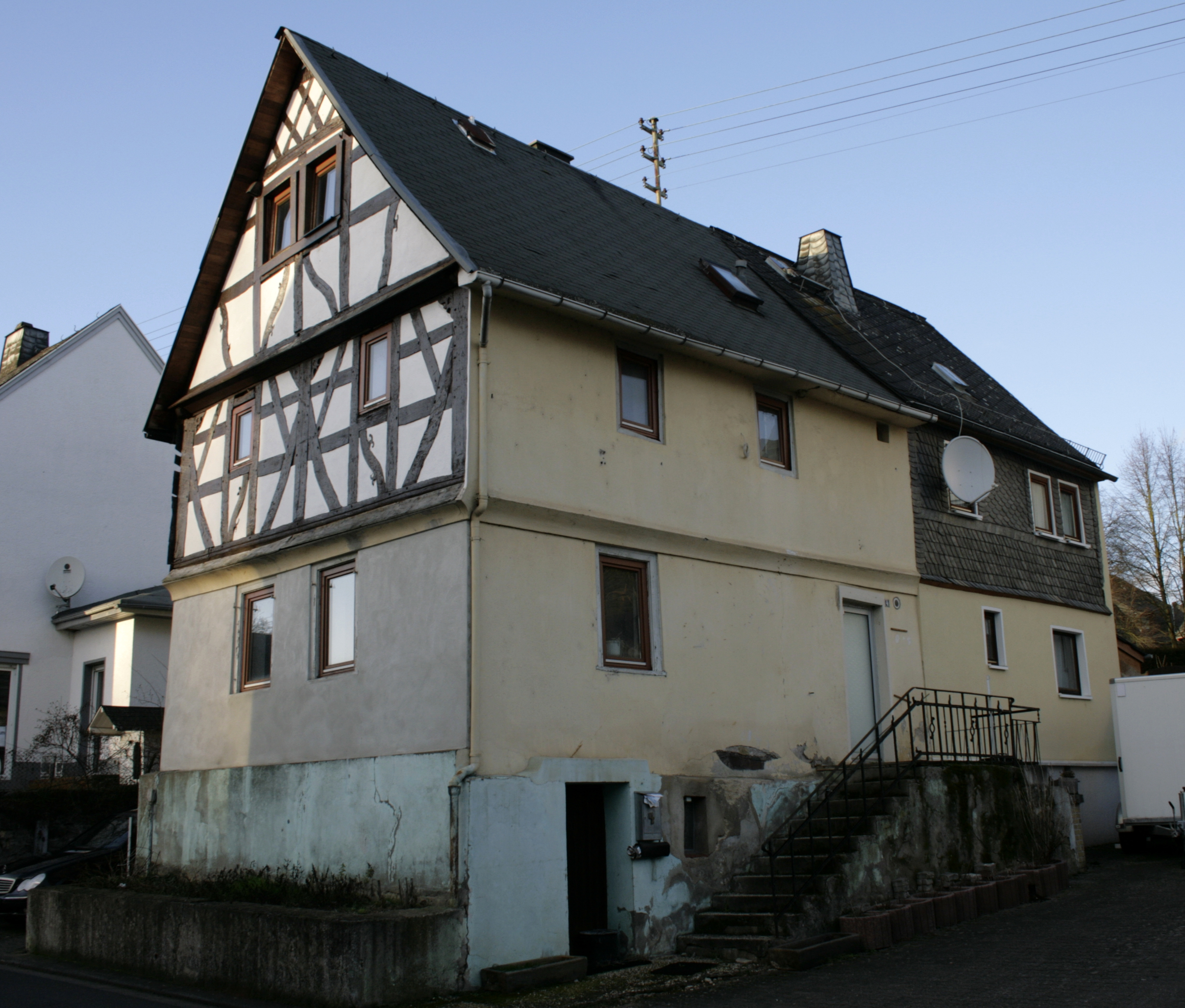
Haus Reisstraße 4/6
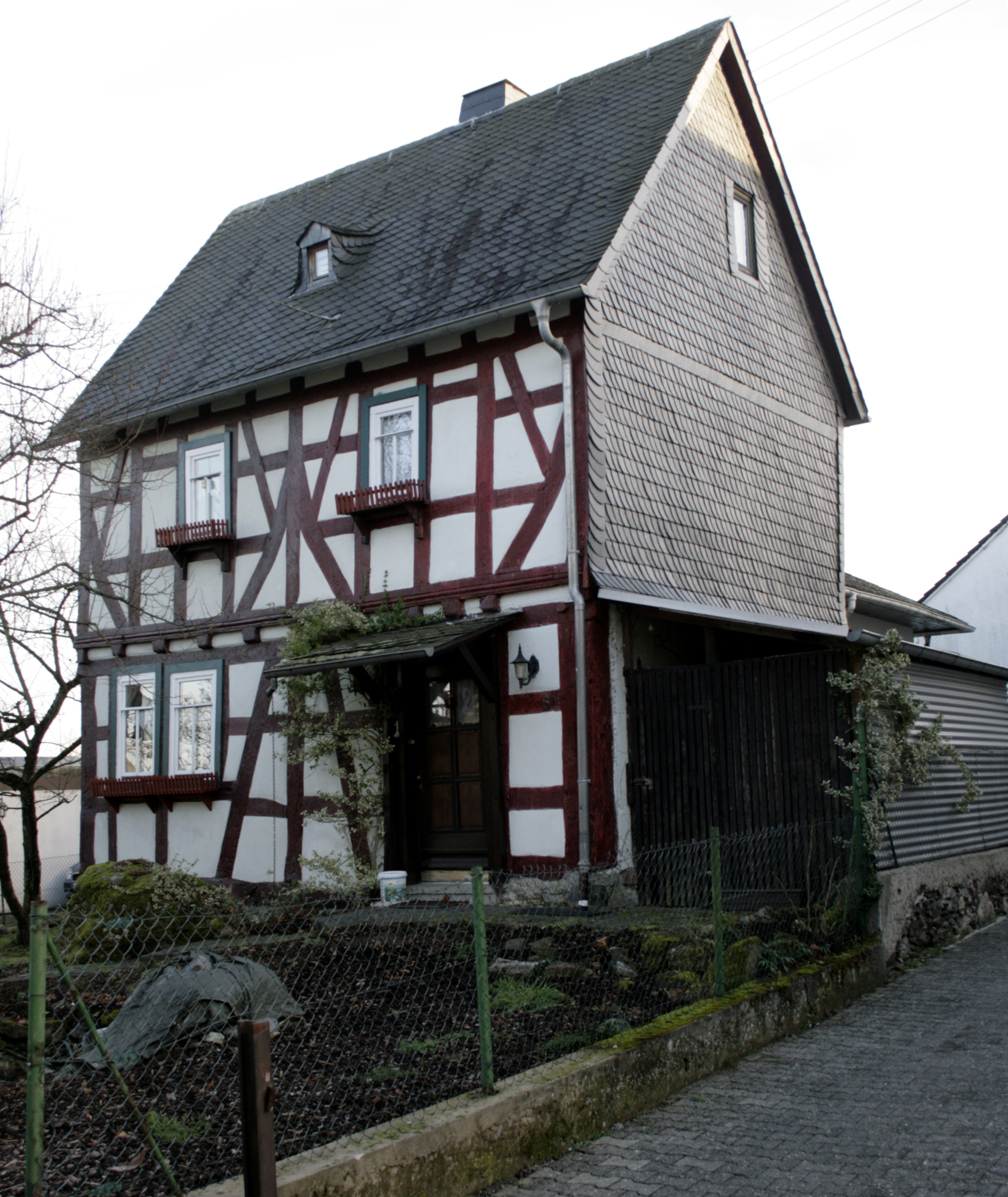
Haus Steinstraße 8
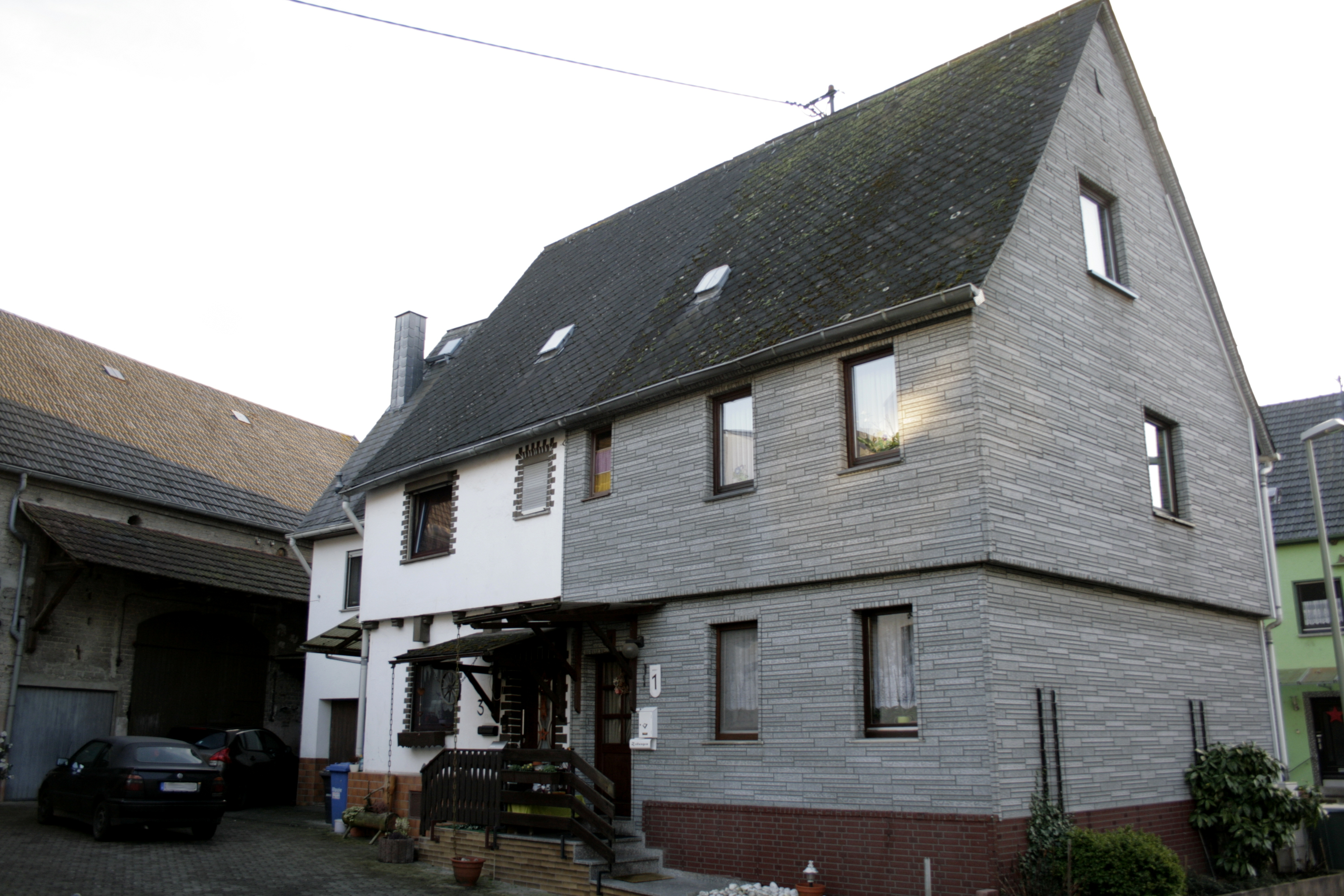
Haus Struthweg 1/3

#### Bildstöcke
Der Backsteinbildstock wurde vermutlich um 1900 zugleich mit und in direktem Anschluss an das Spritzenhaus errichtet. Das Mauerwerk ist deutlich gegliedert und ein möglicherweise noch aus der Bauzeit stammendes Türchen erhalten.
Dieses kleine Gebetshäuschen in der Reichmannswiese wurde um 1900 errichtet. Auch das Eisengitter und die hinter dem Bildstock wachsende Buche stammen aus dieser Zeit.
Der Kreuzstock am Steinkreuz aus grauem Kalkmarmor und sein Sockel tragen klassizistische Züge. Es handelt sich wohl um ein persönliches Gedenkkreuz, das die Initialen C. H. und die Jahreszahl 1798 trägt. Der Korpus ist neueren Datums. Um das Jahr 1990 wurde das Kreuz von seiner markanten Stelle unmittelbar an der Mainzer Landstraße, der zentralen Durchgangsstraße, rund zehn Meter entlang der nach ihm benannten Straße „Am Steinkreuz“ nach hinten versetzt.

Bildstöcke in Niederhadamar
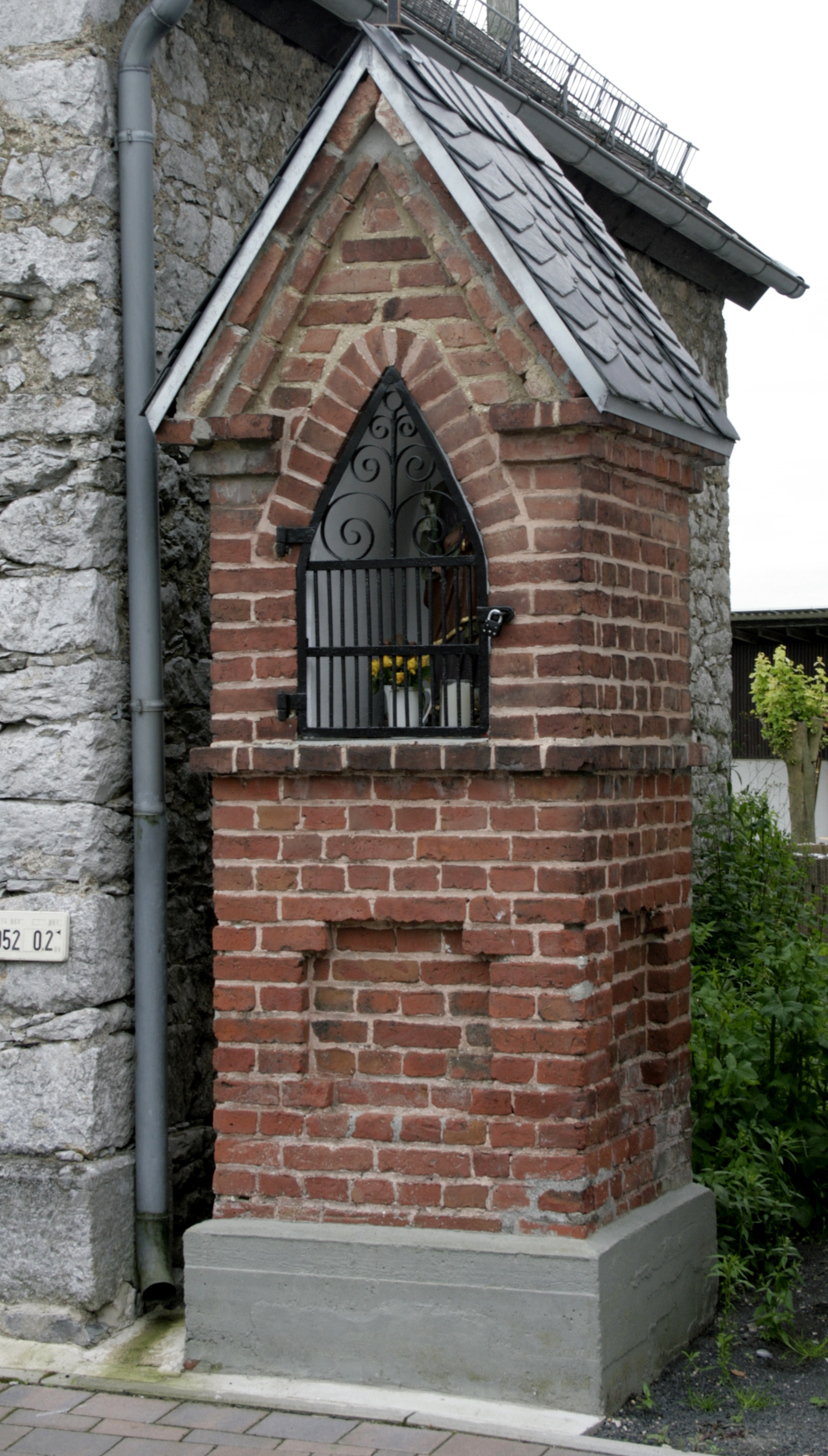
Bildstock Dorfbachstraße
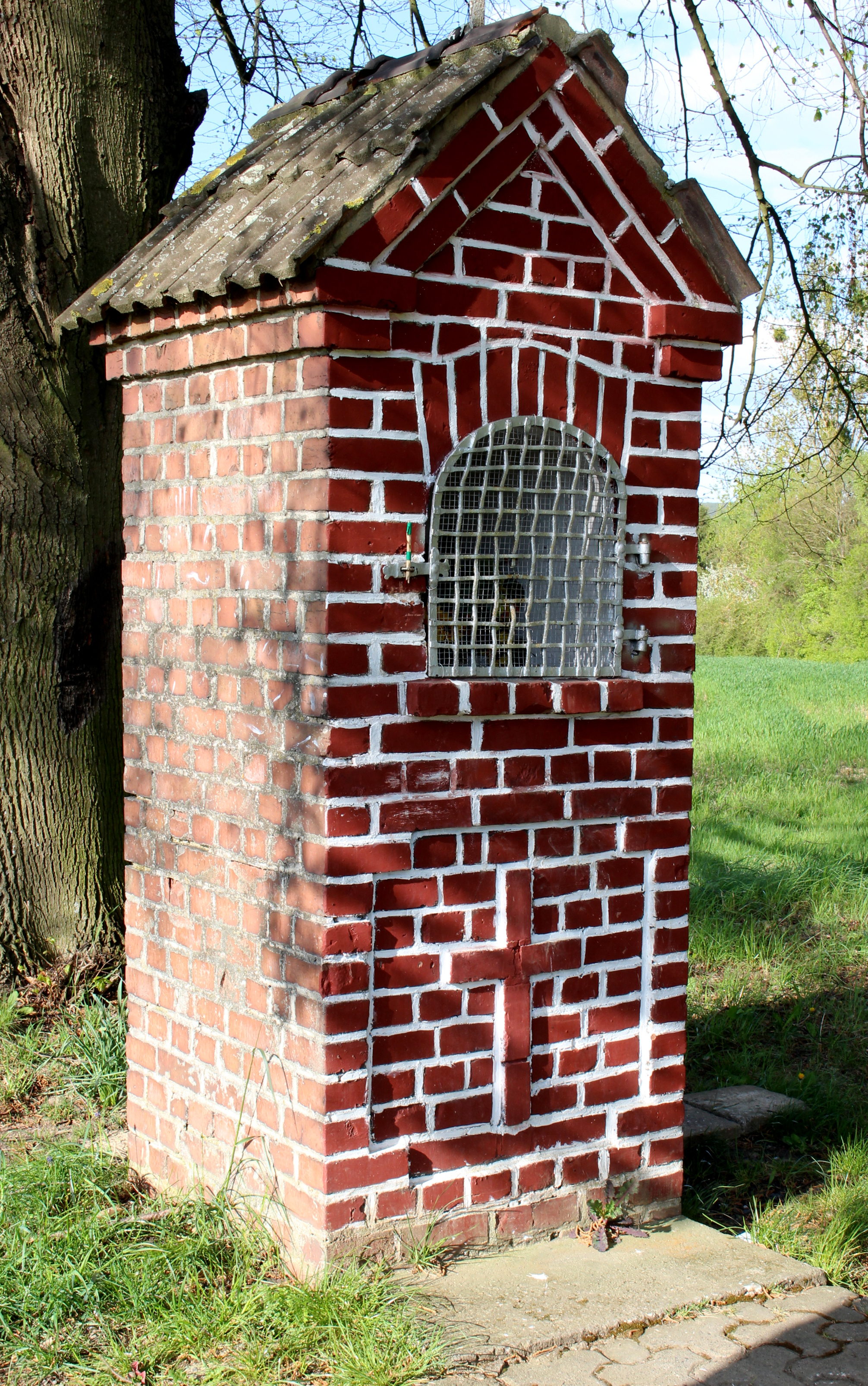
Bildstock Reichmannswiese
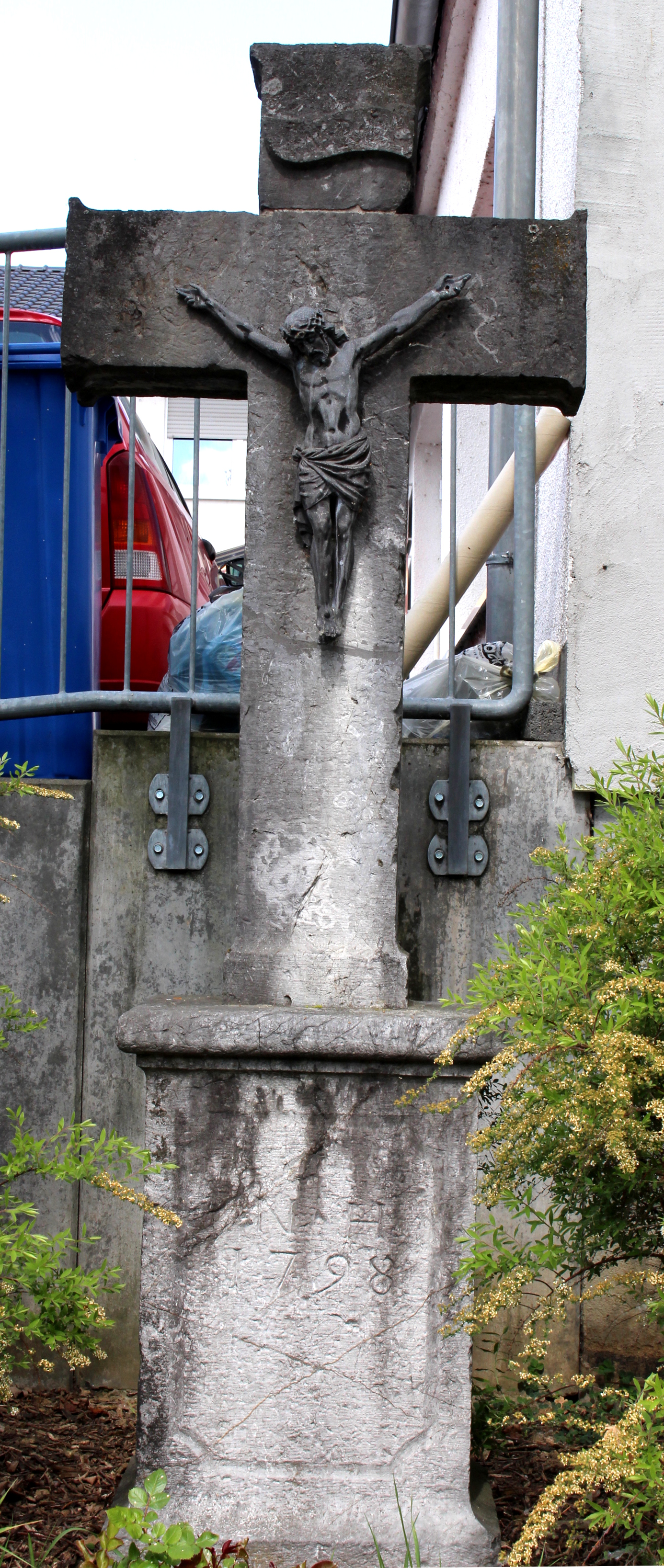
Steinkreuz

## Wirtschaft und Infrastruktur

### Verkehr
Der Ort hat einen Bahnhaltepunkt an der Bahnstrecke Limburg–Altenkirchen, hier verkehrt die Linie RB 90 (Westerwald-Sieg-Bahn) von Limburg nach Siegen Hbf, Altenkirchen und Betzdorf (Sieg). Zudem besteht eine Regionalbuslinie von Limburg nach Wilsenroth.
Niederhadamar liegt im Gebiet des RMV.

### Sicherheit
Seit dem 16. März 1902 sorgt die Freiwillige Feuerwehr Niederhadamar (ab 1. März 1973 mit Jugendfeuerwehr und ab 28. Oktober 2017 mit Kinderfeuerwehr) für den abwehrenden Brandschutz und die allgemeine Hilfe in diesem Ort.

### Bildung

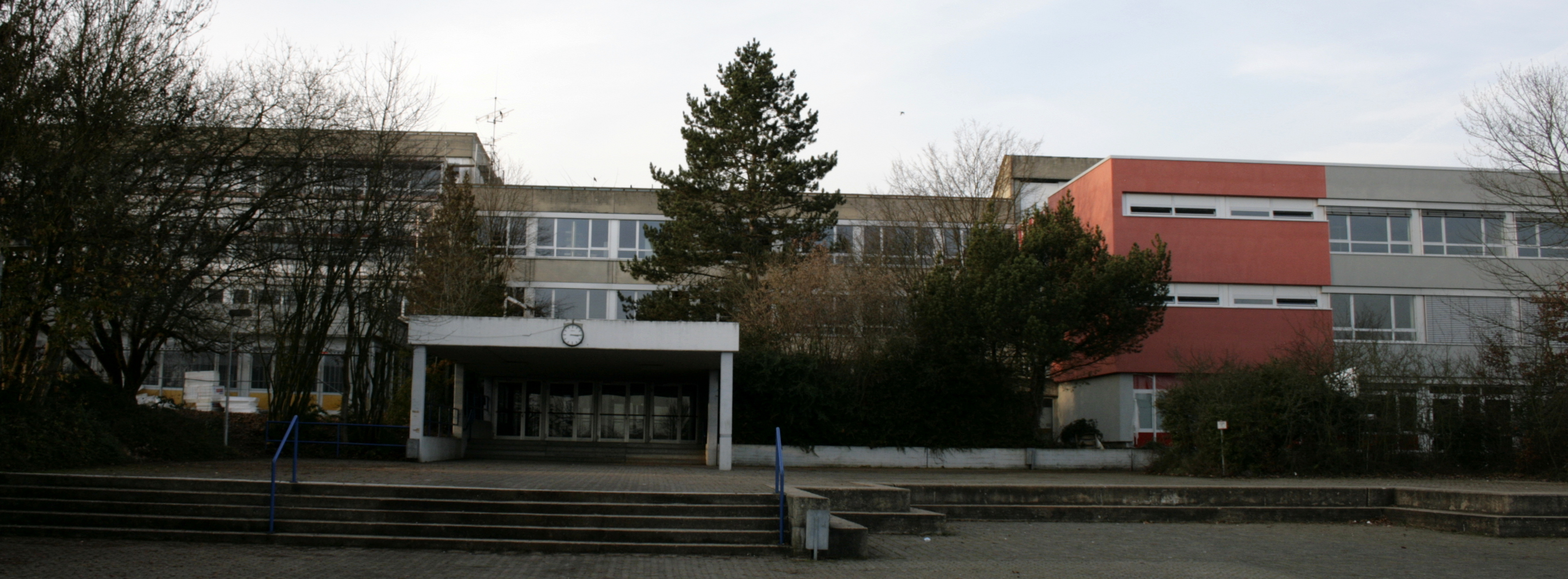
Fürst-Johann-Ludwig-Schule

In Niederhadamar gibt es drei Kindergärten, eine Grundschule und die Fürst-Johann-Ludwig-Schule, eine kooperative Gesamtschule und zugleich eine der größten Schulen Hessens.
Niederhadamar beherbergt eine der wenigen Glasfachschulen Deutschlands. Die Aula der Erwin-Stein-Glasfachschule wird zugleich als Mehrzweckhalle des Ortes genutzt.

## Persönlichkeiten
- Peter Melander von Holzappel (1589–1648), Feldherr im Dreißigjährigen Krieg, geboren in Niederhadamar
- Wilhelm Kreußler (1597–1673), Fechtmeister und Reformer des akademischen Fechtwesens, der Vater war Dorfschullehrer in Niederhadamar